# Landudec
Landudec [lɑ̃dydɛk] est une commune du département du Finistère, dans la région Bretagne, en France. Landudec fait partie de l'entité de tradition dite pays Bigouden.

## Géographie

### Situation
| Guiler-sur-Goyen | Pouldergat  | Gourlizon               |
| Plozévet         | Landudec    |                         |
|                  | Pouldreuzic | Plogastel-Saint-Germain |

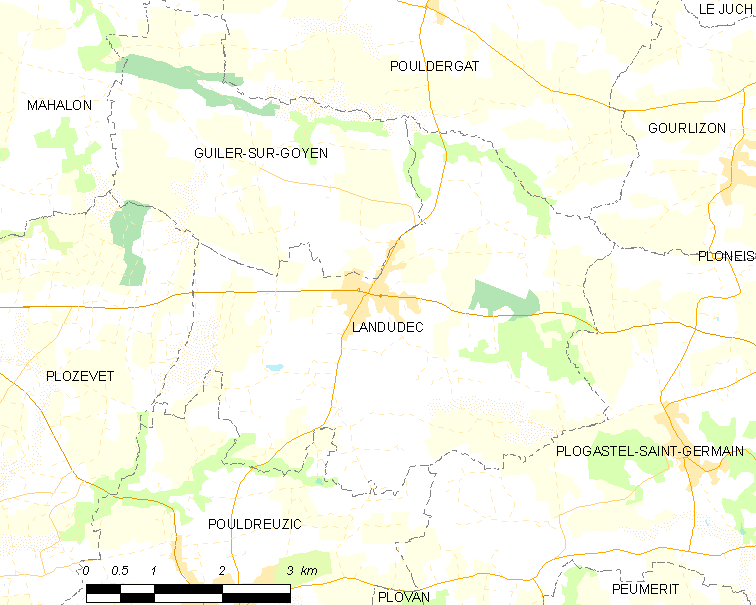
Carte de la commune de Landudec.

Landudec est une commune de 1 490 habitants pour une superficie de 2 056 hectares, située entre le Pays Glazik et le Cap Sizun, entre le Pays Bigouden et le Penn Sardin. Appartenant à la Communauté de communes du Haut Pays Bigouden, Landudec est une commune rurale dotée d'une vingtaine d'exploitations agricoles. Cependant, les deux tiers de la population se trouvent dans le bourg.
Située au carrefour des voies de communication de Pont-l'Abbé à Douarnenez, et de Quimper à Audierne, la commune de Landudec est à la charnière de plusieurs modes vestimentaires des Pays Bigouden, Glazig et Capiste. Le costume local en est la résultante.

### Relief et hydrographie
Le relief de la commune est assez vallonné : le point le plus élevé (132 mètres d'altitude) se trouve à l'est de la commune, juste au nord-ouest du château du Guilguiffin, mais d'autres points atteignent un altitude notable : 124 mètres à Kerbérennès, au nord du bourg ; 120 mètres près du hameau de Saint-Nicolas ; 118 mètres dans le bourg. Les altitudes les plus basses sont dans des vallées souvent situées en périphérie du finage : le point le plus bas (33 mètres d'altitude) se trouve dans l'angle sud-ouest du territoire communal, tout près de Meil Brénizennec (qui est en Plozévet) à proximité de la confluence de deux petits cours d'eau (dont l'un sert de limite communale avec Plozévet), affluents d'un petit fleuve côtier qui se jette dans l'Océan Atlantique à proximité du Menhir des Droits-de-l'Homme. Mais la commune est zone de diffluence : au nord-ouest un petit affluent de rive gauche du Goyen sert de limite communale avec Guiler-sur-Goyen et le Goyen lui-même forme la limite nord de la commune, la séparant de Pouldergat (le Goyen quitte aussi la commune à 46 mètres d'altitude) ;
dans l'angle sud-est du finage communal, c'est un petit affluent de rive droite de la Rivière de Pont-l'Abbé qui sert de limite avec Plogastel-Saint-Germain ; il quitte la commune à Pont-Cléguer.

### Climat
Pour des articles plus généraux, voir Climat de la Bretagne et Climat du Finistère.
En 2010, le climat de la commune est de type climat océanique franc, selon une étude du CNRS s'appuyant sur une série de données couvrant la période 1971-2000. En 2020, Météo-France publie une typologie des climats de la France métropolitaine dans laquelle la commune est exposée à un climat océanique et est dans la région climatique  Bretagne orientale et méridionale, Pays nantais, Vendée, caractérisée par une faible pluviométrie en été et une bonne insolation. Parallèlement l'observatoire de l'environnement en Bretagne publie en 2020 un zonage climatique de la région Bretagne, s'appuyant sur des données de Météo-France de 2009. La commune est, selon ce zonage, dans la zone « Monts d'Arrée », avec des hivers froids, peu de chaleurs et de fortes pluies.  
Pour la période 1971-2000, la température annuelle moyenne est de 11,2 °C, avec  une amplitude thermique annuelle de 10,9 °C. Le cumul annuel moyen de précipitations est de 1 177 mm, avec 15 jours de précipitations en janvier et 9 jours en juillet. Pour la période 1991-2020, la température moyenne annuelle observée sur la station météorologique la plus proche, située sur la commune de Pluguffan à 12 km à vol d'oiseau, est de 12,1 °C et le cumul annuel moyen de précipitations est de 1 214,4 mm,. Pour l'avenir, les paramètres climatiques de la commune estimés pour 2050 selon différents scénarios d’émission de gaz à effet de serre sont consultables sur un site dédié publié par Météo-France en novembre 2022.

### Paysages et habitat
Landudec présente un paysage agraire traditionnel de bocage avec un habitat dispersé en de nombreux écarts formés de hameaux ("villages")  et fermes isolées, mais considérablement modifié par le remembrement survenu entre 1955 et 1965.
Le bourg serait en situation assez centrale au sein de son finage communal s'il n'y avait pas la partie sud-est de la commune voisine de Guiler-sur-Goyen qui s'y enfonce jusqu'à toucher le bourg de Landudec, ce qui en limite l'extension côté nord-ouest.
Bien situé à relative équidistance de Quimper, Douarnenez, Audierne et le littoral Atlantique, le bourg a connu une notable extension avec la construction de plusieurs lotissements à ses périphéries ouest, sud et est depuis les Trente Glorieuses. Le reste du territoire communal à conservé son caractère rural, échappant à la rurbanisation.
Outre de nombreux bois épars, la commune possède trois importantes zones boisées : les alentours du château du Guilguiffin principalement, mais aussi le boisement de Kergamet (20 hectares, zone de protection du périmètre de la source d'eau potable gérée par le syndicat intercommunal regroupant les communes de Landudec, Guiler-sur-Goyen et Mahalon), qui comprend le sentier botanique de découverte végétale de Lanrien (long de 1 100 mètres), et les versants encaissés des principales vallées, notamment celle du Goyen.

## Urbanisme

### Typologie
Au 1er janvier 2024, Landudec est catégorisée bourg rural, selon la nouvelle grille communale de densité à 7 niveaux définie par l'Insee en 2022.
Elle est située hors unité urbaine. Par ailleurs la commune fait partie de l'aire d'attraction de Quimper, dont elle est une commune de la couronne,. Cette aire, qui regroupe 58 communes, est catégorisée dans les aires de 200 000 à moins de 700 000 habitants,.

### Occupation des sols

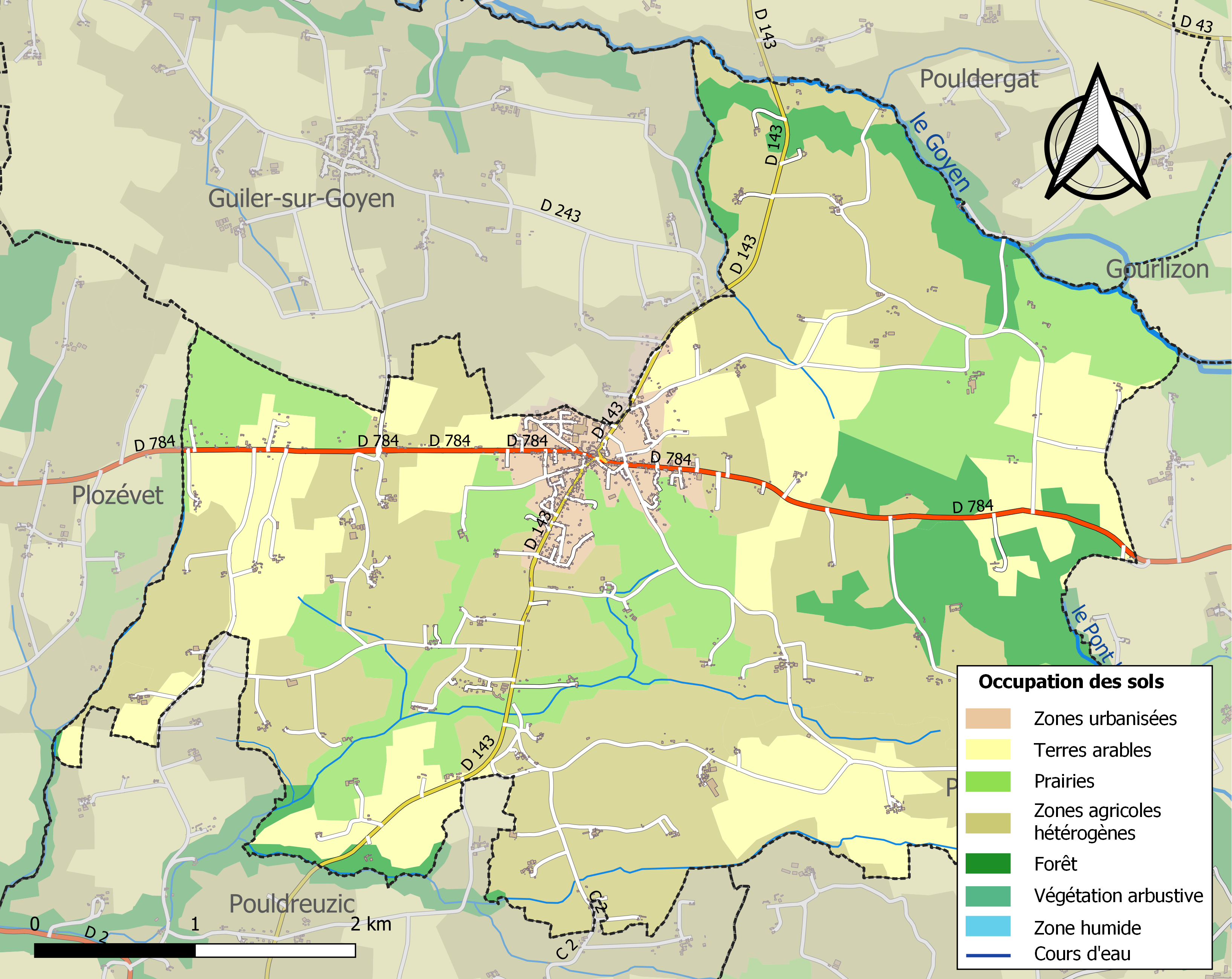
Carte des infrastructures et de l'occupation des sols de la commune en 2018 (CLC).

L'occupation des sols de la commune, telle qu'elle ressort de la base de données européenne d’occupation biophysique des sols Corine Land Cover (CLC), est marquée par l'importance des territoires agricoles (86,2 % en 2018), en diminution par rapport à 1990 (87,5 %). La répartition détaillée en 2018 est la suivante : 
zones agricoles hétérogènes (45,1 %), terres arables (22,6 %), prairies (18,4 %), forêts (10,1 %), zones urbanisées (3,7 %).
L'IGN met par ailleurs à disposition un outil en ligne permettant de comparer l’évolution dans le temps de l’occupation des sols de la commune (ou de territoires à des échelles différentes). Plusieurs époques sont accessibles sous forme de cartes ou photos aériennes : la carte de Cassini (XVIIIe siècle), la carte d'état-major (1820-1866) et la période actuelle (1950 à aujourd'hui).

### Voies de communication et transports
Le bourg est au carrefour de deux routes assez importantes : la D 784 (ancienne RN 784) de Quimper à Audierne et la Pointe du Raz d'une part, la D 143 de Douarnenez à Pouldreuzic et Plovan d'autre part, ce qui justifie son slogan "Landudec, ville carrefour".

## Toponymie
Le nom de la localité est attesté sous les formes Landudoc en 1313 (première mention du nom dans le Cartulaire de Quimper), Landudeuc en 1405, Landudec en 1516, Landudec en 1536, Landudu en 1630, Landudec en 1826.
Landudec tient son nom de saint Tudec ou Tadec qui était un moine de Landévennec au VIe siècle.
Le nom de la commune est Landudeg en breton.

## Histoire

### Préhistoire
Un tumulus de 10 mètres de diamètre et 2,5 mètres de hauteur, qui se trouvait à 150 mètres au sud-ouest de l'église le long de la route de Plozévet a été détruit au début du XXe siècle. Un menhir qui se trouvait dans le marécage à l'ouest du moulin de Lesvoé a disparu dans le courant du XIXe siècle. Des traces de deux villages préhistoriques entourés de retranchements se trouvent près du Guilguiffin ; l'un d'entre eux a été en partie détruit lors de l'aménagement de l'avenue du Guilguiffin vers 1750, l'autre contenait une forge comme l'ont montré la présence de scories et des percuteurs trouvés sur place.

### Antiquité

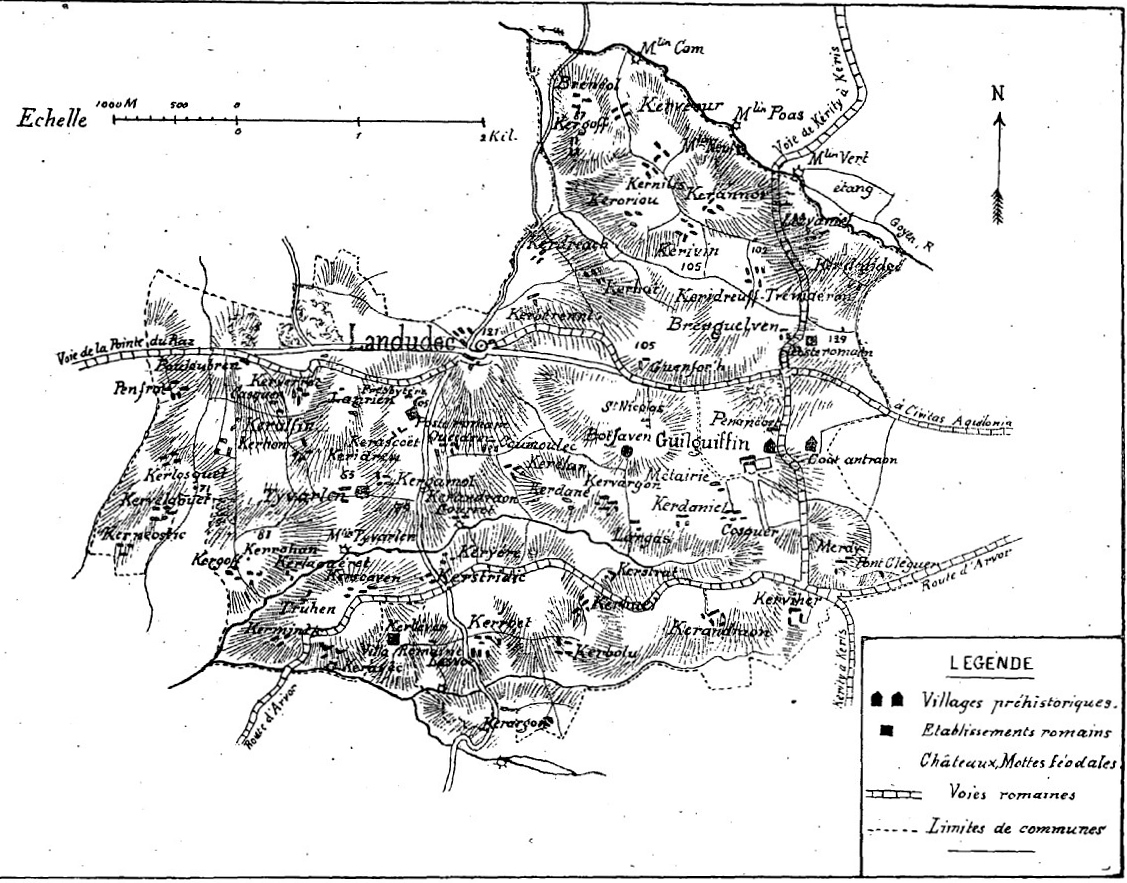
Carte de Landudec datant de 1917 indiquant notamment le tracé des voies romaines.

La voie romaine allant de Civitas Aquilonia (Quimper) à la Pointe du Raz traversait Landudec d'est en ouest, passant par le bourg actuel. Une autre voie romaine, connue sous le nom de "Route d'Arvor", également est-ouest, traversait la partie sud de la commune actuelle, y entrant par Pont-Cléguer et en sortant au sud-ouest en direction du port de Plovan. Une troisième, au tracé sud-nord, d'origine gauloise, est dénommée "voie de Kérity à Keris".

### Moyen-Âge
Landudec serait l'une des vingt paroisses qui auraient été fondées par les Bretons venus d'Outre-Manche dans le Cap Caval lors de l'Armorique primitive.
Landudec tient son nom de saint Tudec ou Tadec qui était un moine de Landévennec au VIe siècle et fut massacré à l'autel de Daoulas par un comte du Faou farouche païen, qui était furieux de l'extension rapide que prenait le christianisme dans le pays.
Dès le début du Moyen Âge, Landudec est dominé par la famille noble des Tyvarlen, dont l'origine remonte aux premiers temps de la féodalité (le premier seigneur dont l'histoire a reten le nom est Harscouët de Tyvarlen), qui occupa d'abord une motte castrale, puis construisit un château médiéval. La seigneurie de Tyvarlen s'étendait sur toute la partie occidentale de la paroisse (zone actuelle du moulin de Ty Varlen et du village de Ty Varlen) et possédait aussi celle de Pont-Croix (en 1294 Alain, seigneur de Tyvarlen et son beau-frère Gourmaëlon, fis de Sinquin de Pontecroix, participent à l'ost de Ploërmel ; comme ce dernier décéda sans postérité, les deux seigneuries furent réunies). À la mort, le 30 octobre 1404 au couvent des Cordeliers de Quimper, d'Alain IV de Tyvarlen, sa sœur Alix de Tyvarlen, mariée avec Jean Ier de Rosmadec, hérite de la seigneurie de Tyvarlen et Pont-Croix, laquelle est depuis aux mains de la famille de Rosmadec, dont les membres successifs firent du château de Tyvarlen leur principale résidence jusque vers le milieu du XVIe siècle, moins ensuite.
Une autre motte féodale était celle de Botfaven, près de laquelle un village comprenant une douzaine de familles, disparu, a existé aux alentours, ruiné à une date indéterminée. De forme elliptique et entourée de douves, le grand axe de la motte féodale faisait une quarantaine de mètres ; il ne reste presque rien de l'ancien castel qui y était édifié et qui fut remplacé au XVIe siècle par une chapelle dédiée à saint Nicolas construite par les seigneurs du Guilguiffin et construite sur l'un des points les plus hauts de la paroisse ; cette chapelle avait cessé d'être entretenue avant même la Révolution française et fut démolie en 1808.
En 1360 les maisons nobles sont Penfrat (le moulin de Kervélaouet en dépendait), Kerjean, Pennanhouet et Tyouarlan [Tivarlen] (ces deux dernières à Alain de Rosmadec) ; Guelvin et les Sables (moyenne justice).
La paroisse de Landudec possédait la trève de Trémahec (ou Trémaëron), située au nord-est du bourg, dont l'église tréviale, dédiée à saint Maïeuc, se trouvait dans le hameau de Kernilis (un hameau situé à l'ouest de celui de Kernilis se nomme de nos jours "Kergoff Trémaéron"). Cette ancienne trève, citée pour la dernière fois en 1420, occupait toute la partie nord de la paroisse, entre le Goyen et la route de Guiler à Quimper.
L'ancienne église paroissiale, disparue, aurait été construite en partie au XIIIe siècle : la partie la plus ancienne était la nef qui communiquait avec ses bas-côtés par des arcades reposant sur des piles rectangulaires en moellons surmontées d'un simple ailloir. Le chœur, avec ses piliers formés d'un faisceau de colonnettes et ses arcades en plein cintre d'un côté, ogivales de l'autre, devait aussi dater du XIIIe siècle. Le pignon occidental et le clocher furent édifiés vers 1550 par Alain II de Rosmadec. Quatre chapelles étaient accolées à l'église : deux aux bas-côtés , dédiées à sainte Anne pour celle du sud et au saint Ange gardien pour celle du nord, et deux de part et d'autre du chœur, dédiées à sainte Barbe pour l'une, à saint Sébastien, puis au Rosaire à partir de 1661 pour l'autre, cette dernière dépendant du Guilguiffin.

### Temps modernes
Deux lieux ont beaucoup marqué la commune : le château fort de Tyvarlen détruit vers 1762, et le château du Guilguiffin construit de 1750 à 1760.
La dynastie des Tyvarlen se fond ensuite dans celle des Plœuc, à la suite du mariage en 1580 de Jean de Plœuc avec Anne, aînée des quatre filles de Nicolas de Tyvarlen. La famille réside dans l'ancien manoir familial jusqu'en 1750, date vers laquelle est construit le château du Guilguiffin, nouvelle demeure de la famille de Plœuc.
Les biens de la famille de Plœuc dans la paroisse de Landudec étaient très importants : Louise Alain, veuve de Nicolas-Joseph de Plœuc, fait dresser le 22 mai 1699 un aveu en faisant la liste : la terre et seigneurie du Guilguiffin, (avec deux métairies nobles, la chapelle de Saint-Nicolas, bois, taillis, colombier, étang, prééminences et droits honorifiques en l'église paroissiale de Landudec, etc..), le manoir de Ponteleguer, le manoir et métairie noble de Kerellan, le manoir de Kerandraon-Keristin, le manoir de Kervikeranec ; la famille de Plœuc possédait aussi des biens dans les paroisses voisines (le manoir de Kerharo et des prééminences d'église à Cléden-Cap-Sizun, des droits honoriques et prééminence ences dans la chapelle de Kérinec en Poullan, dans la chapelle Saint-Conogan en Beuzec-Cap-Sizun et dans celle de Lambabu en Plouhinec, les manoirs de Kerniol et Langas en Pouldreuzic, des prééminences dans l'église paroissiale de Mahalon, la seigneurie de Coëtmorvan et le manoir de Keransal dans cette même paroisse, etc..
Au XVIIIe siècle, deux membres de la famille de Plœuc sont évêques de Cornouaille. Le premier est François-Hyacinthe de Plœuc, évêque de 1707 à 1739. Le deuxième est Toussaint-François Conen de Saint-Luc, évêque de 1773 à 1790. Il est membre par alliance de la famille de Plœuc grâce au mariage en 1804 de son neveu Athanase Conen de Saint-Luc avec Jeanne-Rose de Plœuc.
La première chapelle du Guilguiffin, dédiée à l'Immaculée conception, est construite en 1751 et s'écroule en 1847 ; elle est reconstruite en 1848.
Le décès sans héritier en 1700 de Sébastien III de Rosmadec fit passer le marquisat de Pont-Croix, qui incluait Tyvarlen, aux mains de son cousin René-Alexis Le Sénéchal, comte de Carcado (1661-1743) et fils de Marie Anne de Rosmadec (1634-1704) et René Le Sénéchal, En 1754 le marquis Nicolas Louis de Plœuc fit l'acquisition du marquisat de Pont-Croix, et donc de Tyvarlen (la vente, consentie moyennant 455.000 livres, comprenait, outre le château de Tyvarlen avec sa réserve et ses bois, une superficie d'environ 450 hectares dans Landudec, et « 9 moulins, 83 convenants, de nombreuses cheffrentes, les halles, magasins et four à ban de Pont-Croix, les greffes des juridictions de Pont-Croix et du Quemenet-Even et le droit de pêcherie sur le Goyen » ; le château était alors fort délabré, couvert de lierre et ses toitures menaçaient ruine. La comtesse de Forcalquier, devenue propriétaire des lieux, fit démolir le château à partir de 1762, ne conservant que les bâtiments de service occupés par le fermier et le colombier qui a subsisté jusqu'en 1851.

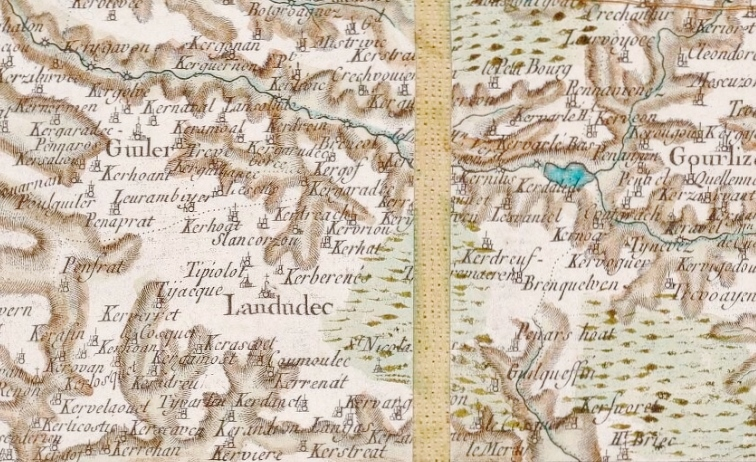
Carte de Cassini de Landudec (1784).

En 1759, une ordonnance de Louis XV ordonne à la paroisse de Landudec de fournir 14 hommes et de payer 91 livres pour « la dépense annuelle de la garde-côte de Bretagne ».
Jean-Baptiste Ogée décrit ainsi Landudec en 1778 :

« Landudec ; sur une hauteur ; à 3 lieues et demie à l'ouest de Quimper, son évêché et son ressort ; à 43 lieues de Rennes et à 2 lieues trois-quarts de Pont-Croix, sa subdélégation. On y compte 750 communiants ; la cure est à l'alternative. Des terres bien cultivées, des montagnes [sic], des vallons : voilà à peu près ce que ce territoire offre à la vue (...). »

### Révolution française
La Révolution divise la famille de Plœuc (le marquis Jean-Louis de Plœuc, né en 1763, un peu simple d'esprit et jugé par sa famille trop proche des paysans, refusa d'émigrer, mais en 1810 sa famille parvint à le faire interner pendant quelques années ; libéré en 1814, il mena une existence marginale jusqu'à son décès en 1843) ; le château est épargné mais quasiment entièrement vidé de ses biens.
Le clergé local fut également déchiré à cette époque, sous l'impulsion du recteur jureur Coroller, dénonciateur de ses collègues réfractaires (le recteur Andro et le vicaire Raguenès, lequel se réfugia à Crozon, sa paroisse natale, où il continua clandestinement son ministère jusqu'à ce qu'il soit arrêté), qui devint également maire de la commune. 
L'abbé Gabriel Raguenès, originaire de Crozon, vicaire insermenté de Landudec, arrêté au village de Goandour en Crozon, fut guillotiné à Quimper le 12 avril 1794.
Le 9 prairial an IV (28 mai 1796) trois chouans pénétrèrent de force chez le citoyen Henri Largenton et, sous la menace, s'emparèrent de tout l'argent qu'il avait chez lui et obligèrent sa femme à ouvrir l'église où ils prirent plusieurs objets de valeur.

### LeXIXesiècle
A. Marteville et P. Varin, continuateurs d'Ogée, décrivent ainsi Landudec en 1843 :

« Landudec (sous l'invocation de saint Tudec ou Tadec) : Lan-Tudec, église de saint Tudec ; comune formée de l'ancienne paroisse de ce nom, aujourd'hui succursale. (...) Principaux villages : Kergoff, Lesvanien, Penarc'hoat, Kerstrat, Kerstridic, Kerlaoueret, Kernéostic, Penfrat. Maison remarquable : château de Guiguifin. Superficie totale : 2 057 hectares, dont (...) terres labourables 622 ha, prés et pâturages 91 ha, bois 162 ha, landes et incultes 111 ha (...). Moulins : 8 ( de Kernéostic, de Keravec, de Kerandraon, de Tyvarlen, de Lervoé, Neuf, Poas, de Com ; à eau). (...) Le château du Guilguifin, d'une construction magnifique, et dont l'escalier est cité comme un morceau estimé, est de la fin du XVIIIe siècle. Il appartient au marquis de Plœuc, dont la fille unique a épousé M. le comte de Saint-Luc. (...) Géologie : constitution granitique ; quelques points de granite amphibolique. On parle le breton »

En novembre 1844 la veillée funèbre du meunier de Tyvarlen, en raison de la nombreuse assistance, provoqua l'effondrement du plancher de la chambre et fit tomber les personnes présentes à l'étage inférieur, occupé par des bestiaux ; deux vaches furent écrasés, mais les participants à la veillée s'en tirèrent avec des blessures légères.
Le choléra fit un mort à Landudec lors de l'épidémie de 1849-1850 et deux morts (un couple de débitants de boissons) lors de celle de 1885-1886.

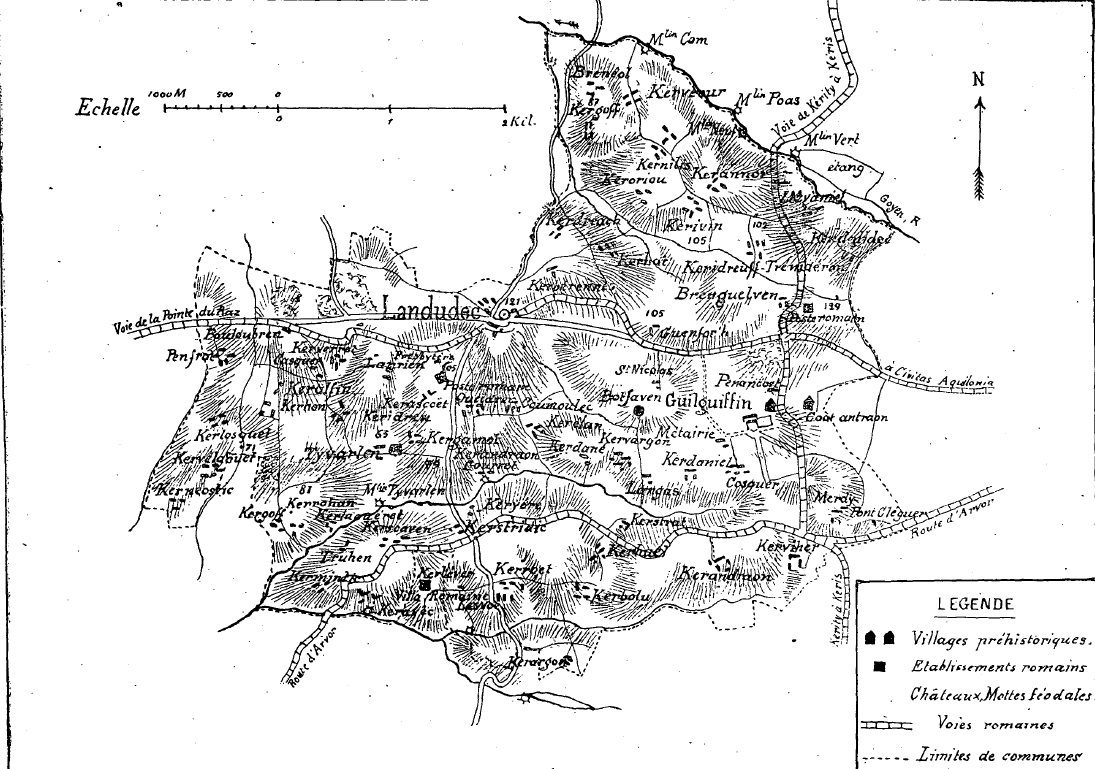
Plan de Landudec par Gaston Conen de Saint-Luc.

Lors du recensement de 1851 le bourg ne comptait que 70 habitants agglomérés alors que la population comunale totale était alors de 1 077 habitants. La commune comptait alors 7 moulins : Brénéol et Moulin Com (meunier : Roland Hénaff) ; Moulin Poas (Vincent Jolivet) ; Moulin Neuf (Alain Nicolas) ; Kéravec (Tudec Marzin) ; Keryere (Jacques Toullec) ; Ty Varlen (Constance Allanou).
Le récit d'une chasse à courre organisée par le comte de Saint-Luc depuis le château du Guilguiffin en mars 1865 indique qu'un couple de loups qui se terraient dans un bois à 200 mètres du bourg de Landudec furent débusqués et tués.
Un rapport du conseil général du Finistère indique en août 1880 que Landudec fait partie des 27 communes de plus de 500 habitants du Finistère qui n'ont encore aucune école de filles.

### LeXXesiècle

#### La Belle Époque
Le 7 novembre 1905 le maire de Landudec, Jean-Marie Marzin, fut « suspendu de ses fonctions pour avoir fait placer une statue du Sacré-Cœur dans la salle des délibérations du conseil municipal ».

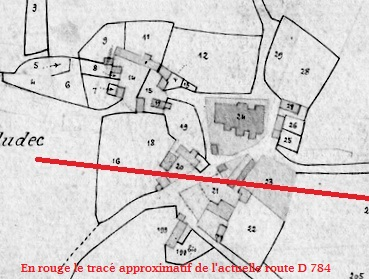
Le bourg de Landudec sur un plan cadastral du XIXe siècle (on y voit notamment le plan de l'ancienne église) et le tracé approximatif en rouge de la nouvelle route RN 784 (actuelle D 784) qui a éventré le bourg.

La construction de la nouvelle église paroissiale entraîne une transformation du bourg avec la destruction de plusieurs maisons et la création d'une grande place (dénommée actuellement Place du 19 mars) au centre du bourg et un nouveau tracé pour la route de Quimper à Plozévet (alors RN 784), élargie dans toute la traversée du bourg.
Lors du recensement de 1911, la commune compte trois tisserands et un tailleur en activité. La mairie-poste de Landudec est construite en 1913 (ce bâtiment a été démoli en 1983).

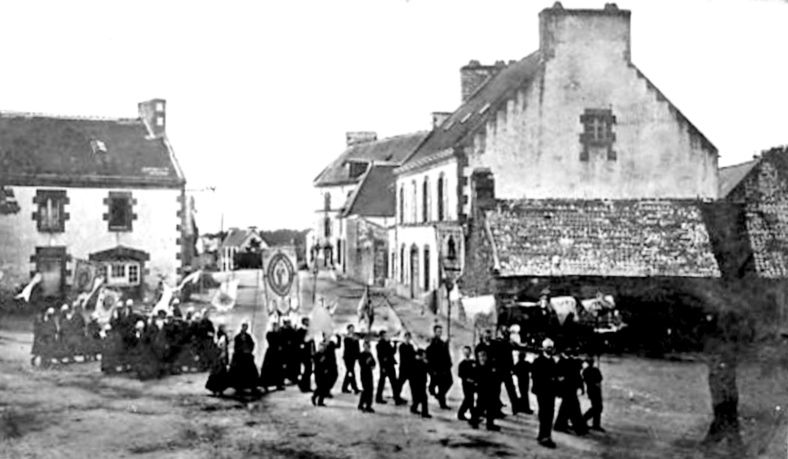
Procession dans le bourg de Landudec au début du XXe siècle.
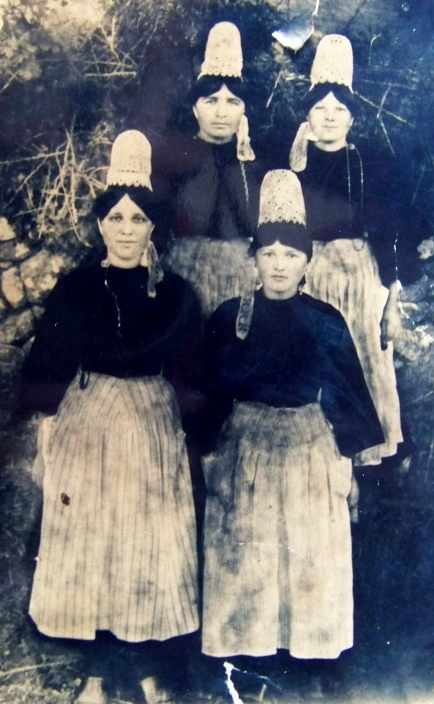
Jeunes filles en costume bigouden à la ferme de Kérénal à Landudec vers 1914.

#### La Première Guerre mondiale

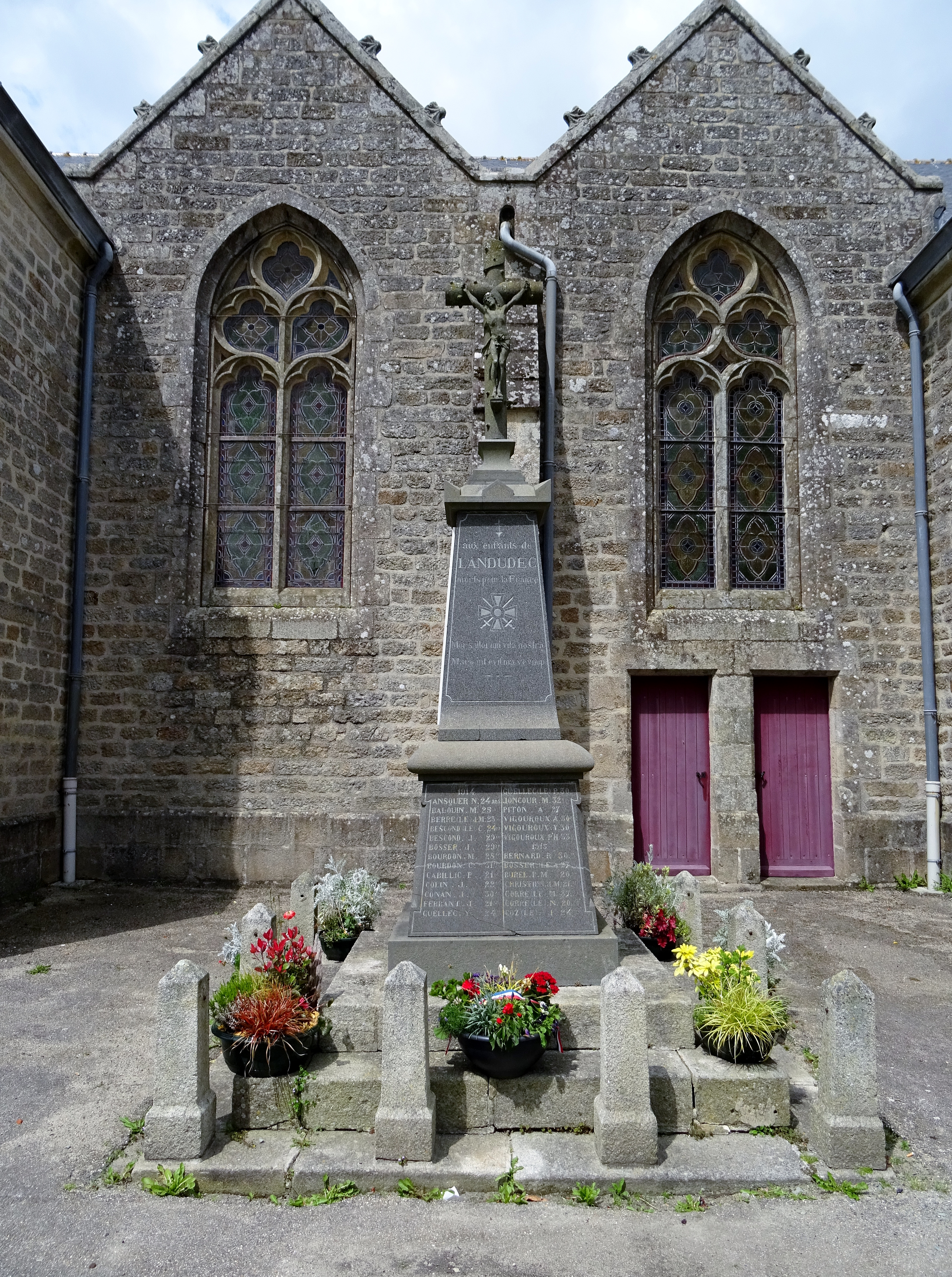
Landudec : le monument aux morts.

Le monument aux morts de Landudec porte les noms de 72 soldats morts pour la France pendant la Première Guerre mondiale ; parmi eux 2 (Noël Ansquer et Corenti Le Bescond) sont morts en Belgique dès l'année 1914 ; 4 sont morts dans les Balkans (Noël Bolzec en Grèce en 1916, Hervé Brigant en 1917 dans l'actuelle Macédoine du Nord, Yves Campion à Salonique en 1917 et Pierre Le Berre en 1918 dans l'actuelle Macédoine du Nord) ; Jean Le Coz est mort au Maroc en 1915 ; Yves Le Guellec est mort en captivité en Allemagne en 1915 ; la plupart des autres sont morts sur le sol français ; parmi eux 4 (Guillaume Colin, Jean Colin, Laurent Colin et Émile Floc'h) ont été décorés â la fois de la Médaille militaire et de la Croix de guerre et 4 (Jean Conan, Pierre Le Berre, Gourgon Le Corre et René Le Goff) de la Croix de guerre.
Trois soldats sont morts après la Première Guerre mondiale : Michel Coroller, qui faisait partie de l'Armée du Levant, au Liban le 30 décembre 1920 ; Corentin Péton, membre des troupes françaises d'occupation en Allemagne, à Landau (Allemagne) le 22 juin 1921 et Joseph Le Pape en 1920 sans autre précision.

#### L'Entre-deux-guerres
Une délibération du Conseil municipal en date du 13 mars 1921 décide la création d'un bureau téléphonique à Landudec ; il était situé rue Ar Mor. En 1935, Landudec compte 12 abonnés au téléphone (tous commerçants).
Plusieurs marchands de beurre ont exercé leur activité à Landudec pendant l'Entre-deux-guerres, notamment Louis Pérennou, Henri Ansquer et Jean-Marie Le Gall, ce dernier transférant son activité à Quimper par la suite (laiterie Le Gall). Une rixe sanglante entre marchands de porcs étrangers à la commune se produisit à Landudec en juin 1928 et devint un véritable spectacle pour les habitants, y compris le maire et le recteur, qui y assistèrent.
Jean Le Pape, sergent au 2e régiment de tirailleurs algériens, âgé de 29 ans, fut tué lors d'un combat au Djebel Saghro (Maroc) le 25 février 1933.
En août 1936, un arrêté préfectoral entérine la création d'un syndicat en vue de l'électrification de la région, comprenant les communes de Landudec, Tréogat, Plonéis, Gourlizon, Plovan, Pouldergat, Peumerit, Guiler-sur-Goyen, Plogastel-Saint-Germain et Pouldreuzic ; « Nous espérons que désormais la création de ce syndicat ne tardera guère et souhaitons que 1937 nous apporte l'électricité tant attendue ».
Deux ateliers de sabotiers travaillaient à Landudec pendant l'Entre-deux-guerres ; une photographie de 1937 montre les enfants de l'école Saint-Joseph, tous en sabots. La commune comptait aussi alors deux forgerons (Jacques Moullec et Guillaume Burel).

#### La Seconde Guerre mondiale
Le monument aux morts de Landudec porte les noms de 20 personnes mortes pour la France pendant la Seconde Guerre mondiale ; parmi elles, Guillaume Plouhinec est mort en Belgique lors de la Débâcle au printemps 1940 ; Laurent Bosser, second maître à bord du Dunkerque, est mort le 3 juillet 1940 lors de l'attaque anglaise de Mers el-Kébir ; Corentin Gentric, Marcel Hélias, Jean Jaouen, André Kernoa, Jean Kerveillant et Henri Le Corre, tous les six marins, sont morts en mer lors des naufrages de leurs bateaux respectifs ; Corentin Péton, lui aussi marin, est mort (de maladie) à Dakar (Sénégal) ; Yves Divanach est mort en Italie le 1er juillet 1944 ; Louis Conan est une victime civile tuée par les Allemands le 8 août 1944 à Beuzec-Cap-Sizun.
René Le Gall, né à Landudec, ordonné prêtre en 1925, fut membre du bataillon FFI de Landerneau (commandant la 1re compagnie), blessé dans le secteur du Ménez-Hom et réintégra ensuite l'armée française, devenant aumônier du 118e régiment d'infanterie lors des combats de la Poche de Lorient ; il fut décoré de la Croix de guerre et fait chevalier de la Légion d'honneur

#### L'après Seconde Guerre mondiale
La carrière de pierres de Pont Rodou ouvre en 1952 (Corentin Le Corre) et est reprsie au début de la décennie 1960 par Corentin Le Roux, qui est à la tête d'une entreprise de matériel agricole et de travaux publics.

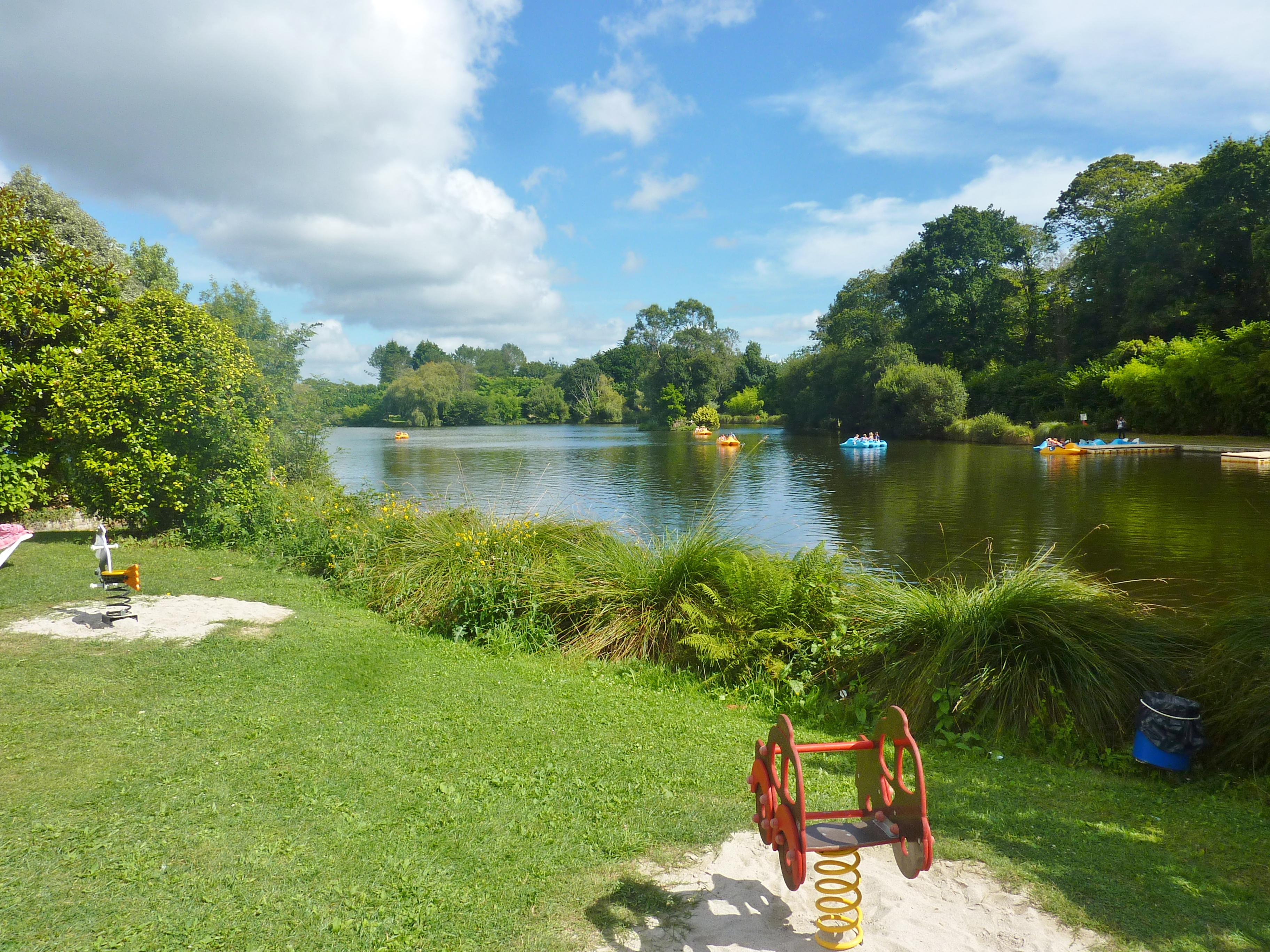
Le parc de loisirs de Bel-Air en Landudec : vue de l'étang.

Une conserverie, fondée par l'industriel Cayot, produisant du pâté de porc et de la langue de bœuf ouvre en 1960 et ajoute une activité saisonnière de conserves de légumes quelques années après ; l'usine emploie une vingtaine de salariés permanents ou saisonniers, mais ferme en 1982 (positionnée en produits d'entrée de gamme, elle ne peut pas résister à la concurrence), son projet de déménagement dans la zone d'activités de Ty Varlen ayant été abandonné.
Henri Pérennou crée un atelier de fabrication de crêpes, tenu par la suite la société "Les Délices bigoudens".
Le camping de Bel-Air, créé par Louis Jégou, se développe à parir de 1968 et se dote d'une piscine en 1976 ; l'étang est creusé vers 1990 et le parc de loisirs ouvre en 1993 ; l'ensemble, vendu en 2003, devient alors le "Domaine de Bel-Air".

## Politique et administration

### Liste des maires

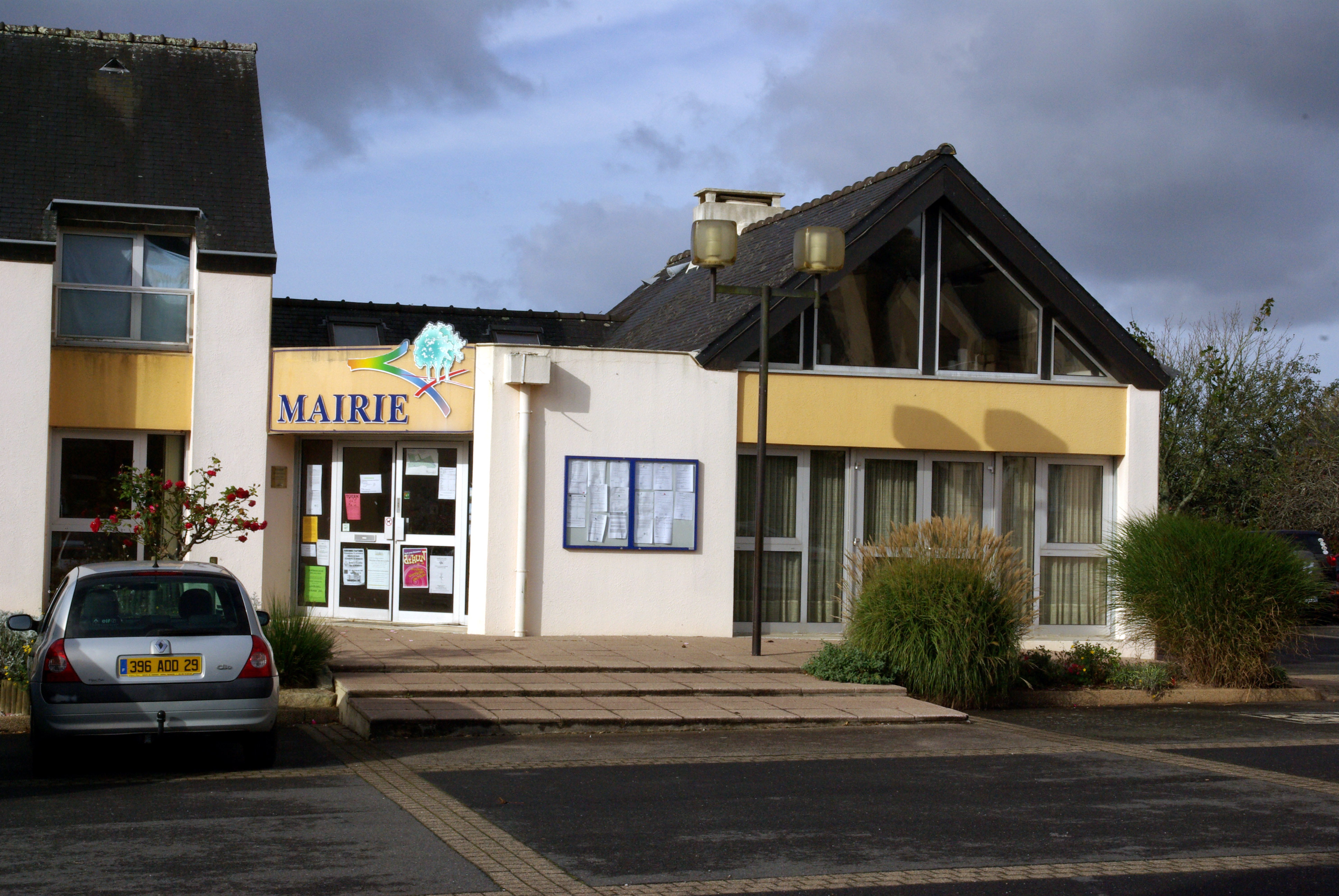
La mairie de Landudec.

| Période                                  | Période  | Identité             | Étiquette | Qualité                                                                                          |
| ---------------------------------------- | -------- | -------------------- | --------- | ------------------------------------------------------------------------------------------------ |
| 1795                                     |          | Louis Cariou         |           | Agent municipal (= maire). Ne sait ni lire ni écrire.                                            |
| 1798                                     | 1806     | Roland Le Coroller   |           | Agent municipal (= maire). Prêtre constitutionnel                                                |
| 1808                                     | 1813     | René Le Bescond      |           | Cultivateur.                                                                                     |
| 1813                                     | 1821     | Guillaume Kerloch    |           | Notaire.                                                                                         |
| 1821                                     | 1828     | Yves Le Faucheur     |           | Notaire.                                                                                         |
| 1828                                     | 1831     | Joseph Moreau        |           | Juge de paix du canton de Pont-Croix.                                                            |
| 1832                                     | 1845     | Allain Bolzer        |           | Cultivateur.                                                                                     |
| 1847                                     | 1853     | Jérôme Le Gall       |           | Cultivateur.                                                                                     |
| 1853                                     | 1871     | René Le Hénaff       |           | Cultivateur.                                                                                     |
| 1872                                     | 1873     | Jacques Le Corre     |           | Cultivateur.                                                                                     |
| 1874                                     | 1881     | René Le Hénaff       |           | Déjà maire entre 1853 et 1871.                                                                   |
| 1882                                     | 1892     | Michel Gentric       |           | Cultivateur.                                                                                     |
| 1892                                     | 1904     | Jean-Marie Marzin    |           | Cultivateur.                                                                                     |
| 1906                                     | 1906     | Henri Kerloch        |           | Cultivateur. Maire entre janvier et avril 1906.                                                  |
| 1906                                     | 1912     | Louis Gentric        |           | Cultivateur. Fils de Michel Gentric, maire entre 1882 et 1892.                                   |
| 1912                                     | 1919     | Henri Kerloch        |           | Déjà maire pendant 4 mois en 1906.                                                               |
| 1919                                     | 1929     | Louis Gentric        |           | Déjà maire entre 1906 et 1912.                                                                   |
| 1929                                     | 1947     | André Foy            |           | Baron. Ingénieur des mines. Neveu par alliance de Gaston Conen de Saint-Luc. Conseiller général. |
| 1948                                     | 1977     | Pierre-Marie Le Gall |           | Menuisier.                                                                                       |
| 1977                                     | 1989     | Louis Joncour        |           |                                                                                                  |
| 1989                                     | 1998     | Albert Ansquer       |           | Décédé en février 1998                                                                           |
| 1998                                     | 2020     | Noël Cozic           | DVD       | Retraité de l'enseignement.                                                                      |
| 2020                                     | En cours | Yves Le Guellec      |           | Élu en 2020.                                                                                     |
| Les données manquantes sont à compléter. |          |                      |           |                                                                                                  |

### Démographie
L'évolution du nombre d'habitants est connue à travers les recensements de la population effectués dans la commune depuis 1793. Pour les communes de moins de 10 000 habitants, une enquête de recensement portant sur toute la population est réalisée tous les cinq ans, les populations de référence des années intermédiaires étant quant à elles estimées par interpolation ou extrapolation. Pour la commune, le premier recensement exhaustif entrant dans le cadre du nouveau dispositif a été réalisé en 2008.
En 2022, la commune comptait 1 477 habitants, en évolution de +4,09 % par rapport à 2016 (Finistère : +2,16 %, France hors Mayotte : +2,11 %).
| 1793 | 1800 | 1806 | 1821 | 1831 | 1836 | 1841 | 1846  | 1851  |
| ---- | ---- | ---- | ---- | ---- | ---- | ---- | ----- | ----- |
| 705  | 770  | 729  | 812  | 896  | 933  | 979  | 1 037 | 1 077 |

| 1856  | 1861  | 1866  | 1872  | 1876  | 1881  | 1886  | 1891  | 1896  |
| ----- | ----- | ----- | ----- | ----- | ----- | ----- | ----- | ----- |
| 1 051 | 1 000 | 1 047 | 1 033 | 1 082 | 1 162 | 1 273 | 1 380 | 1 511 |

| 1901  | 1906  | 1911  | 1921  | 1926  | 1931  | 1936  | 1946  | 1954  |
| ----- | ----- | ----- | ----- | ----- | ----- | ----- | ----- | ----- |
| 1 423 | 1 522 | 1 559 | 1 573 | 1 598 | 1 573 | 1 534 | 1 378 | 1 292 |

| 1962  | 1968  | 1975  | 1982  | 1990  | 1999  | 2006  | 2008  | 2013  |
| ----- | ----- | ----- | ----- | ----- | ----- | ----- | ----- | ----- |
| 1 265 | 1 212 | 1 203 | 1 232 | 1 183 | 1 154 | 1 262 | 1 293 | 1 360 |

| 2018  | 2022  | - | - | - | - | - | - | - |
| ----- | ----- | - | - | - | - | - | - | - |
| 1 454 | 1 477 | - | - | - | - | - | - | - |

Selon le maire Noël Cozic, la commune est devenu attractive : elle se trouve à égale distance de Pont-l'Abbé, Quimper, Douarnenez et Audierne. C'est aussi un bassin d'emploi dynamique grâce à l'entreprise de travaux publics Le Roux. Le bourg propose tous les commerces de proximité, y compris un supermarché de 200 m².

## Culture locale et patrimoine

### Lieux et monuments

#### Église Sainte-Anne-et-Saint-Tudec
L'église Sainte-Anne-et-Saint-Tudec, de style néo-gothique, reconstruite en 1904 selon des plans du chanoine Abgrall, ne comporte qu'un nombre limité de vestiges de l'ancien édifice (l'élévation ouest et le clocher (atteint par la foudre le 9 février 1904, mais reconstruit) proviennent de l'ancien édifice construit vers 1528-1540, construit par Alain II de Rosmadec et Jeanne du Chastel), ainsi que quelques ornements intérieurs, dont un retable du Rosaire de 1701 (dû aux largesses du marquis de Plœuc, recomposé en 1905, classé en 2008 et restauré en 2022), un retable de sainte Anne, une pietà, une statue polychrome de saint Tudec et un maître-autel orné d’une remarquable Dernière Cène. Son plan en forme de croix latine, à trois vaisseaux et à six travées. L’édifice a été entièrement restauré de 2002 à 2004.

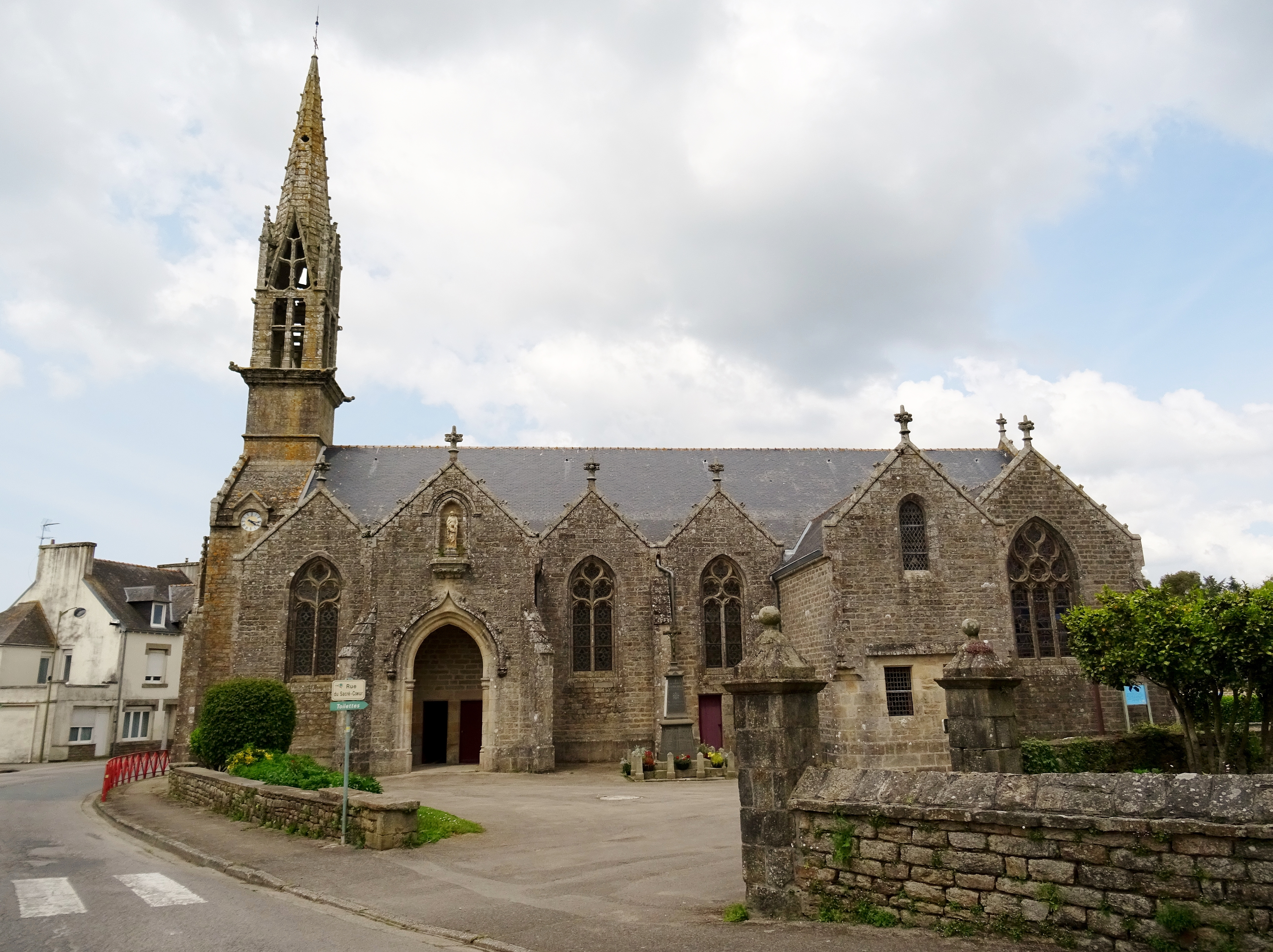
Église paroissiale Sainte-Anne-et-Saint-Tudec, vue latérale sud.
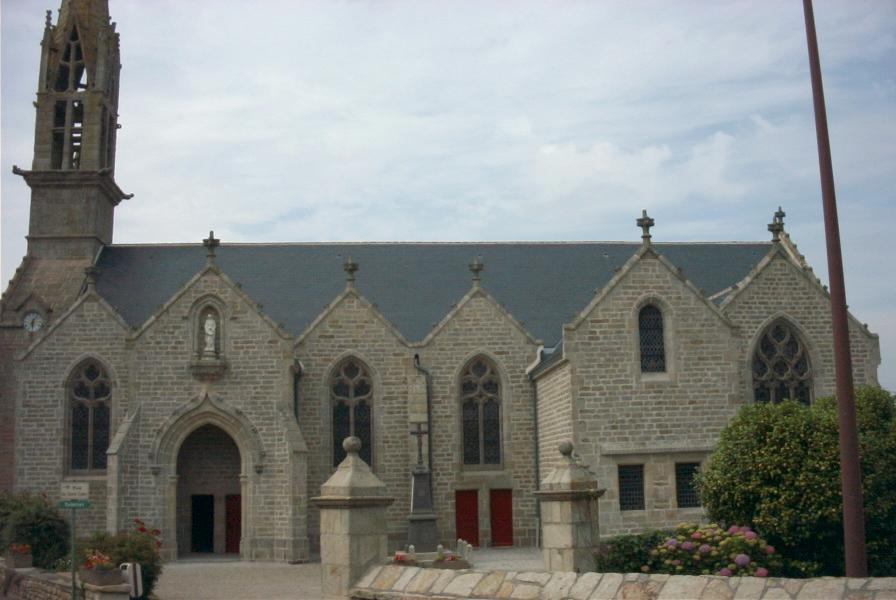
Église paroissiale Sainte-Anne-et-Saint-Tudec, vue latérale sud.
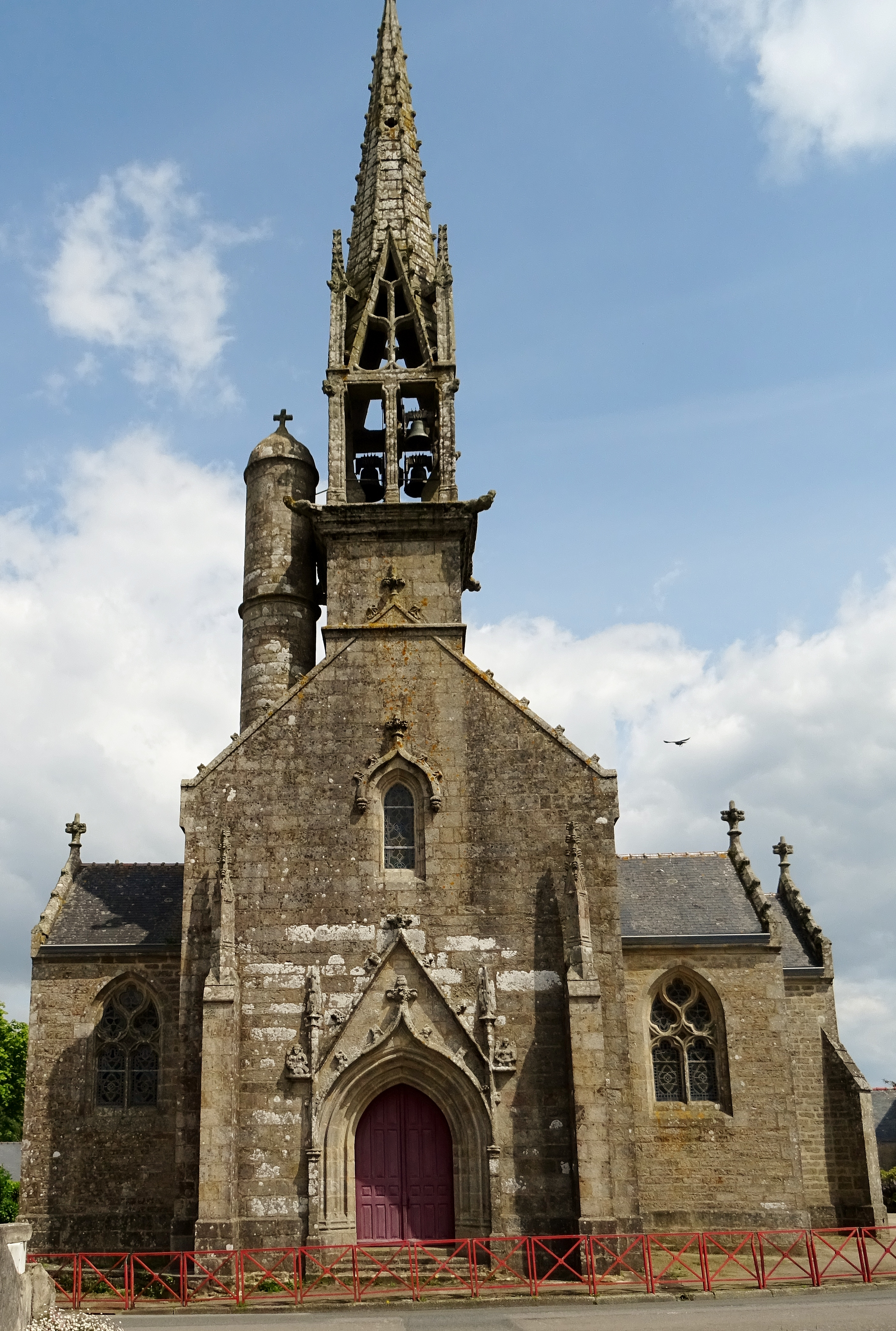
Église paroissiale Sainte-Anne-et-Saint-Tudec, façade.

L'église paroissiale Sainte-Anne-et-Saint-Tudec : vues intérieures
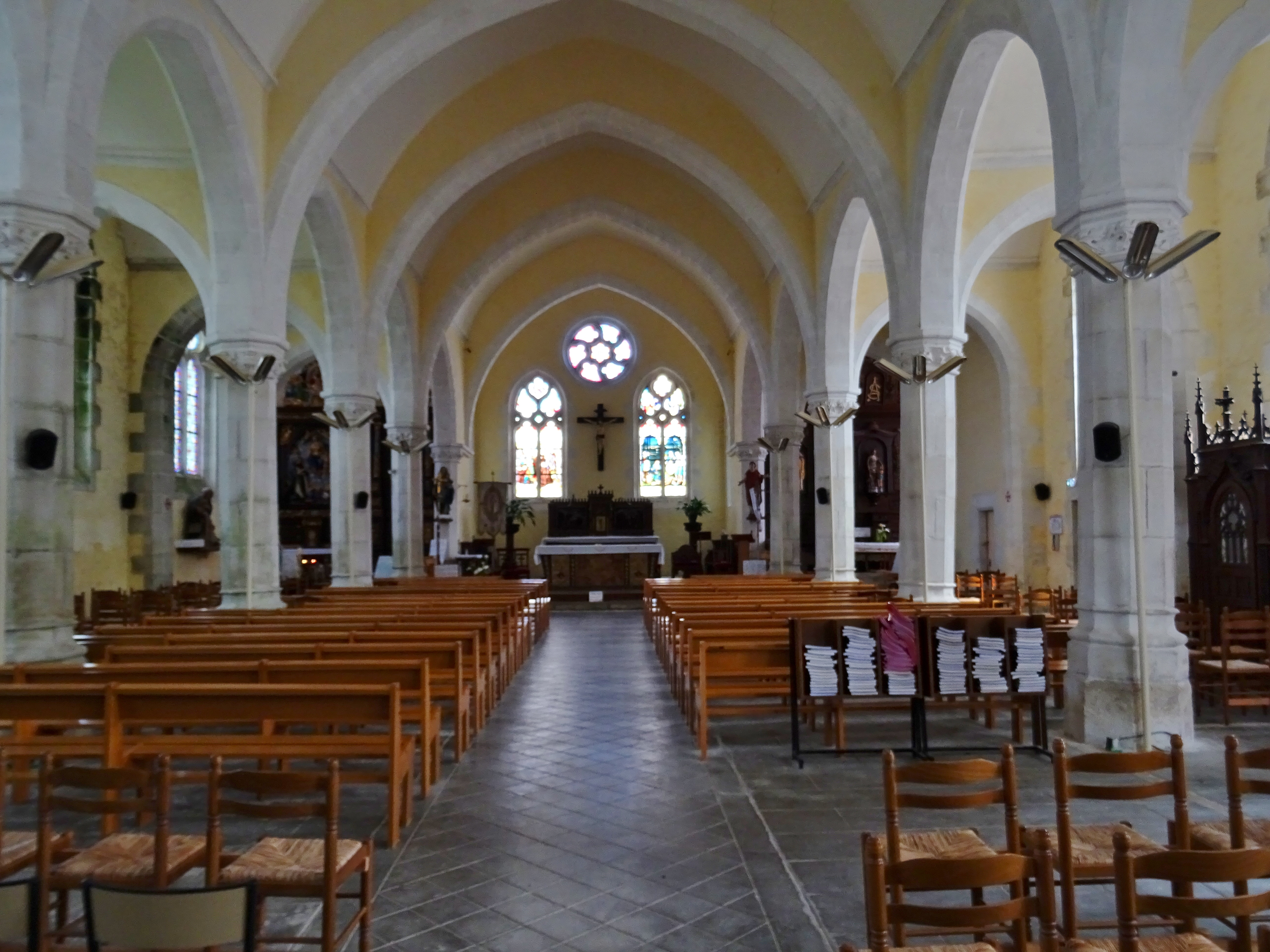
Vue intérieure d'ensemble.
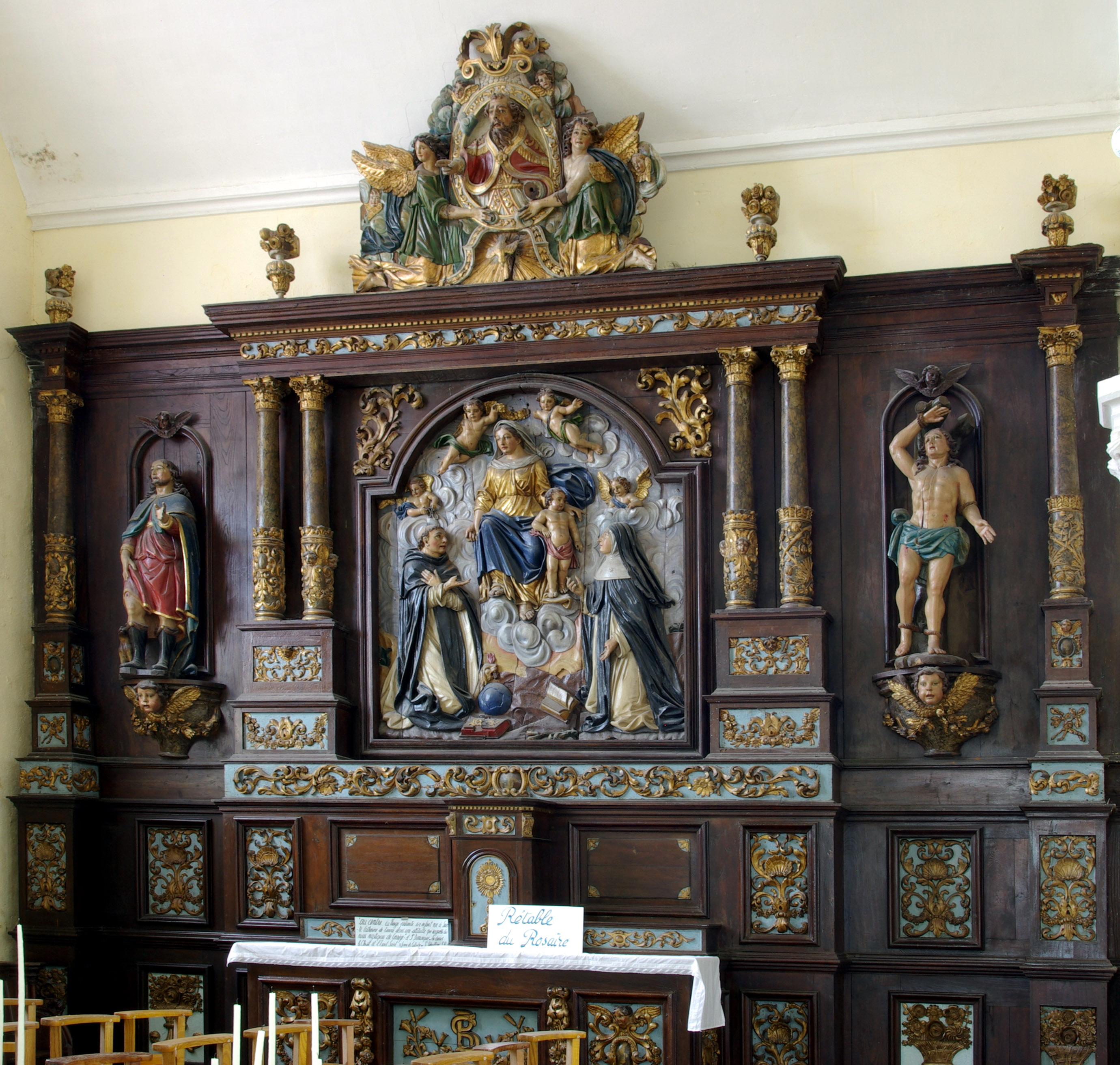
Le retable du Rosaire.
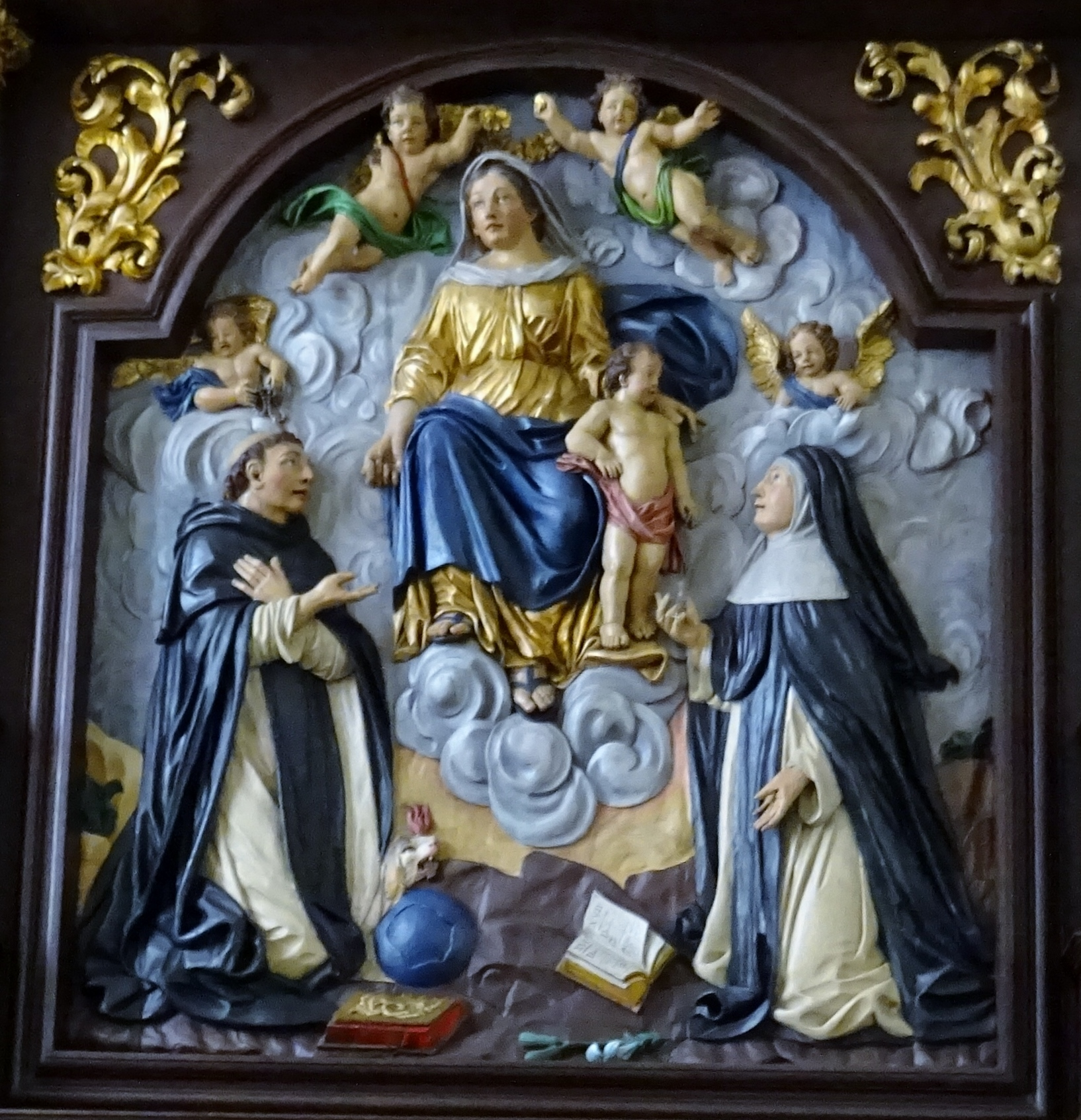
Retable du Rosaire, tableau central.
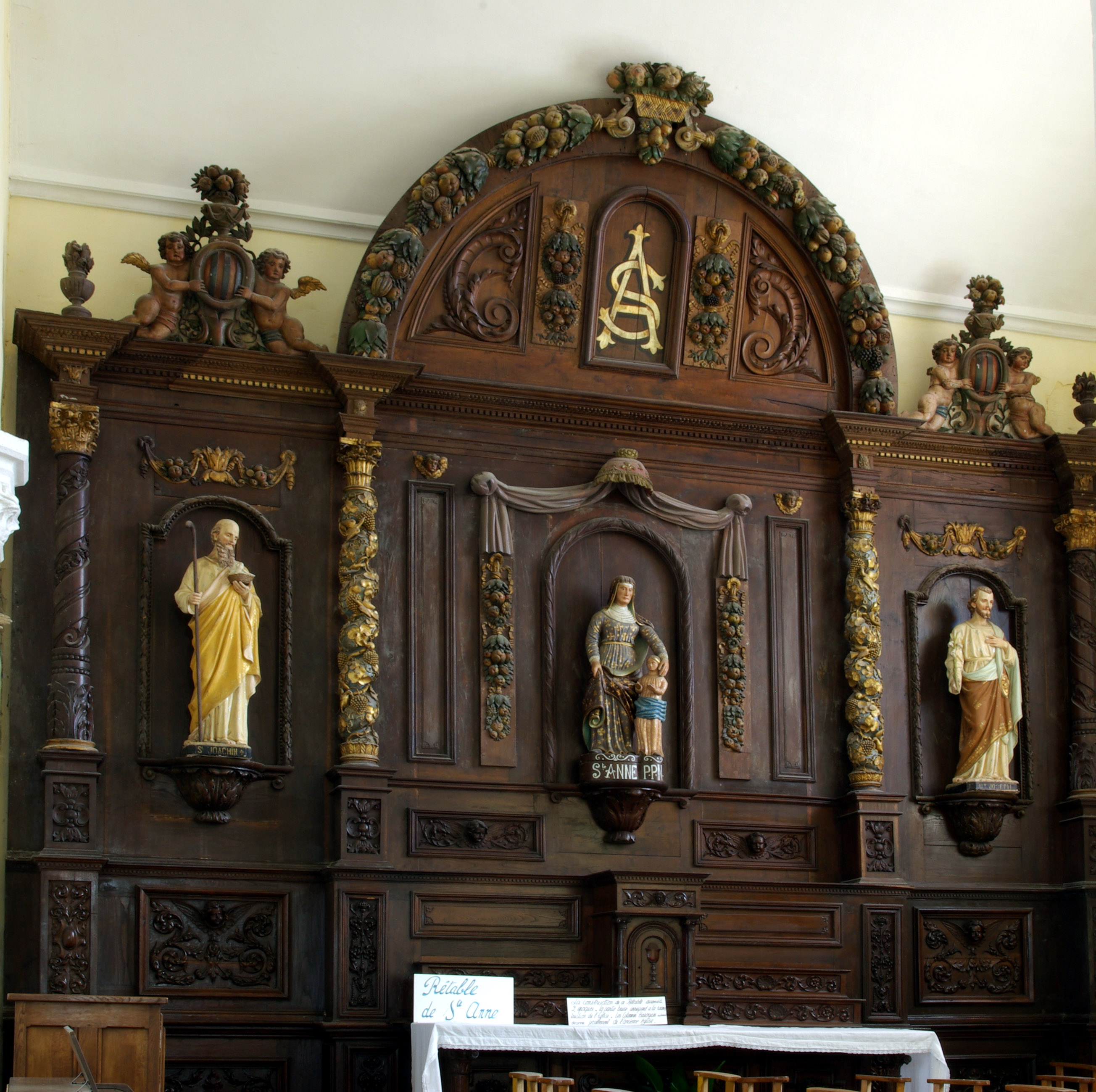
Le retable de Sainte-Anne.
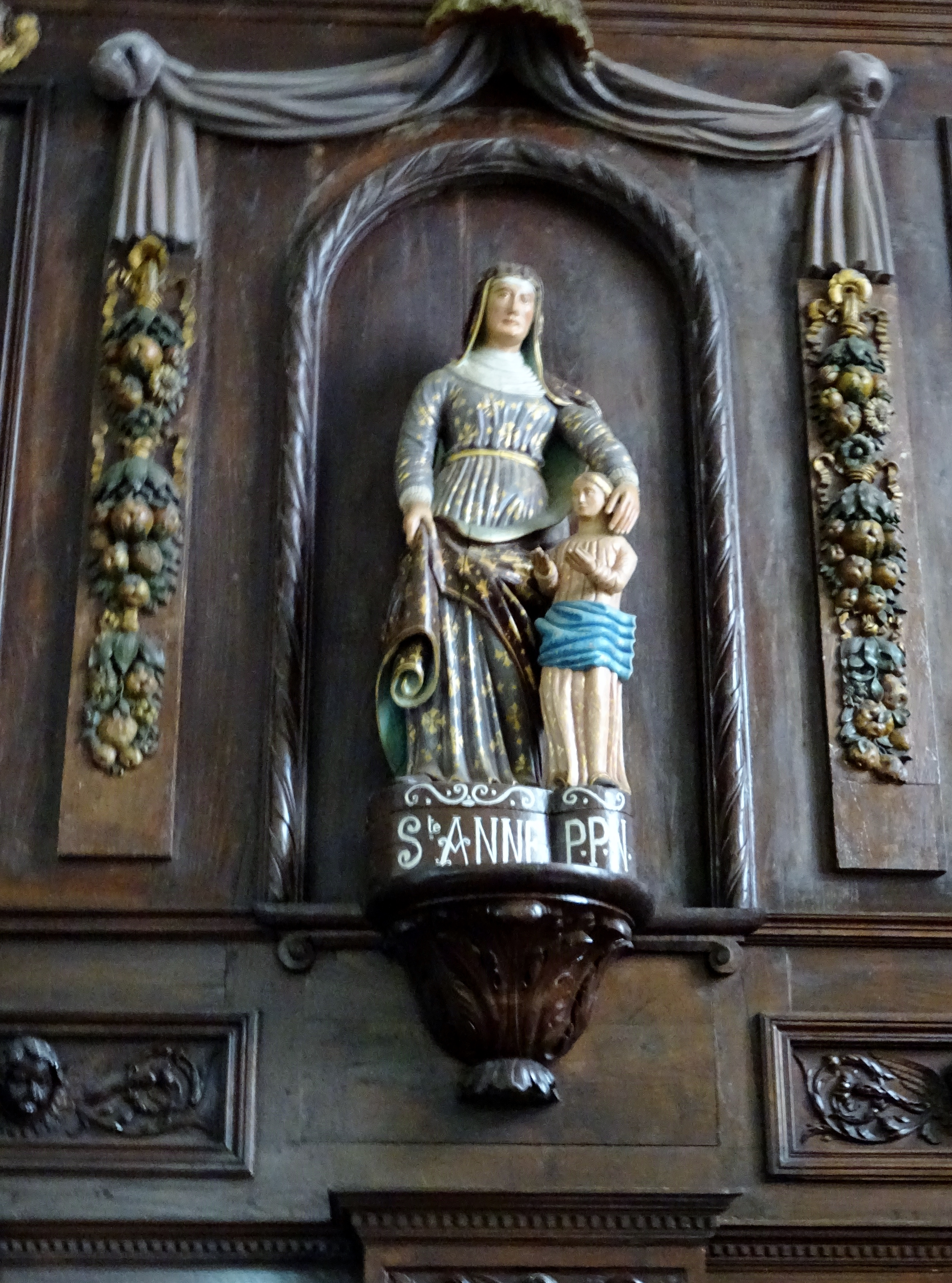
Groupe statuaire de sainte Anne et Marie.
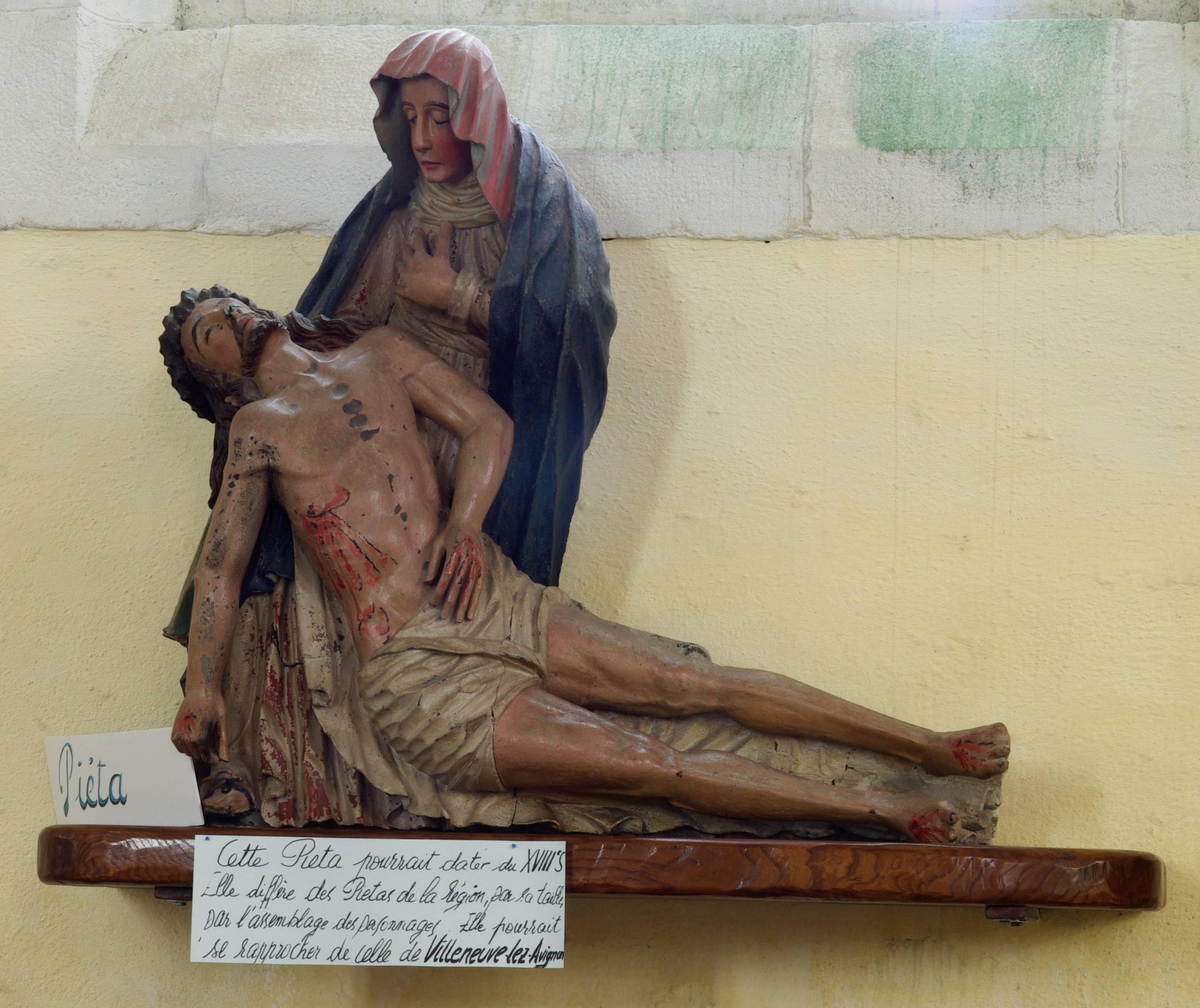
Une Pietà.
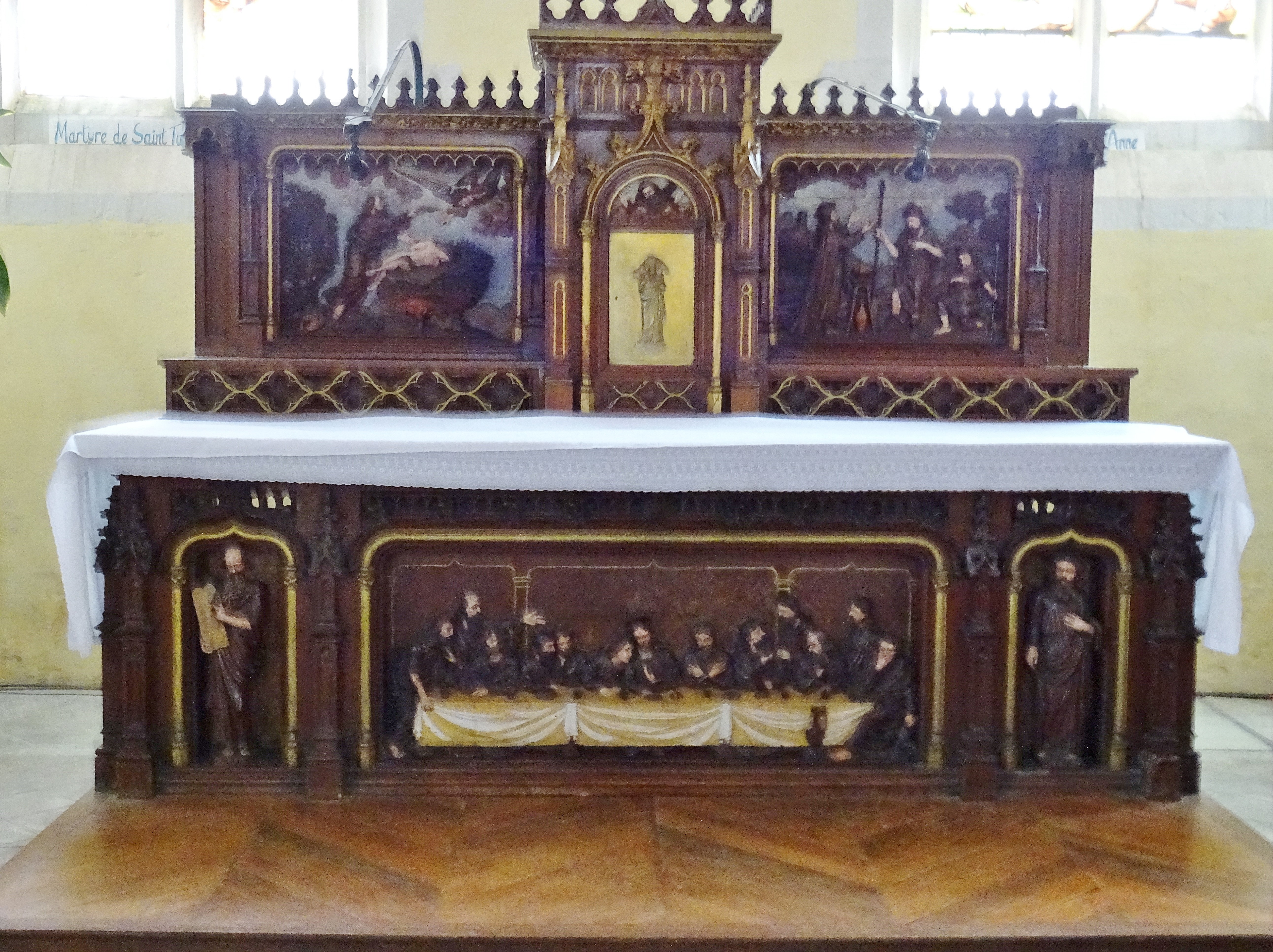
Le maître-autel.
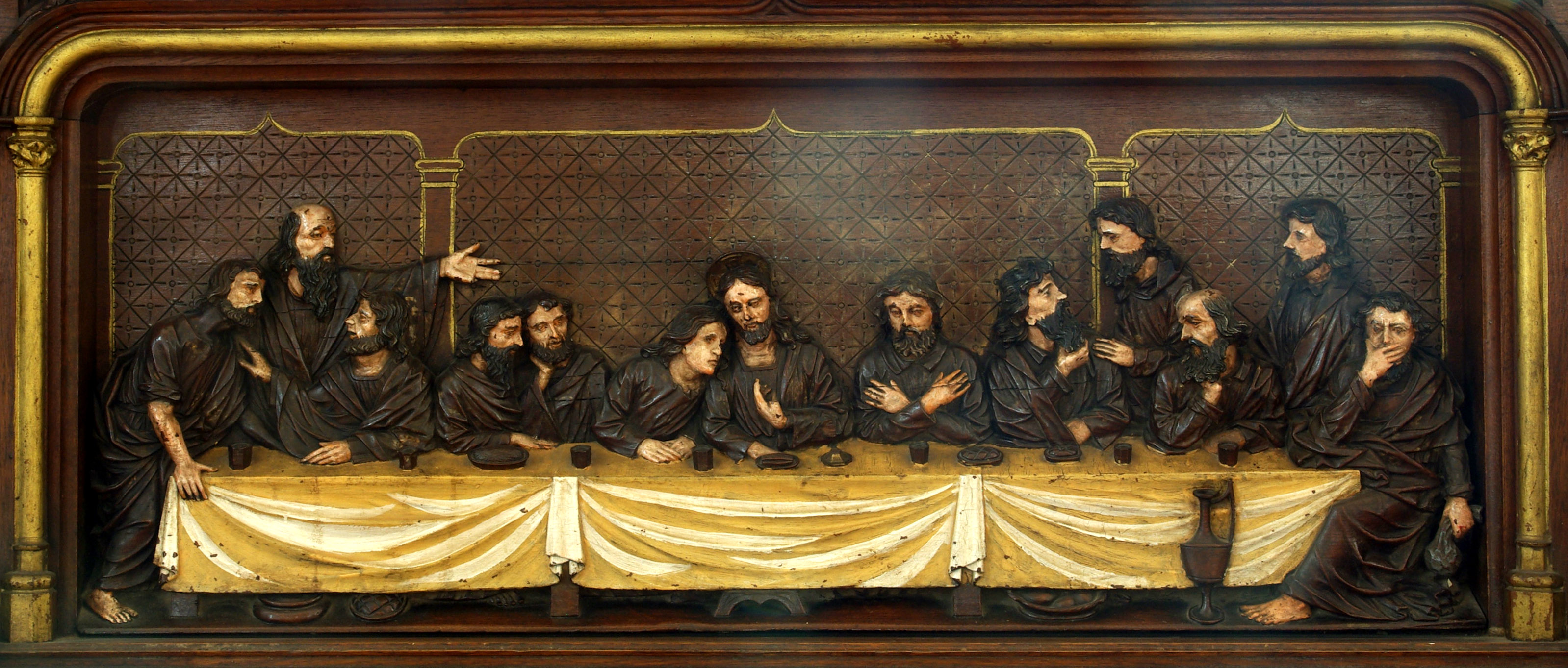
La Cène du maître-autel.
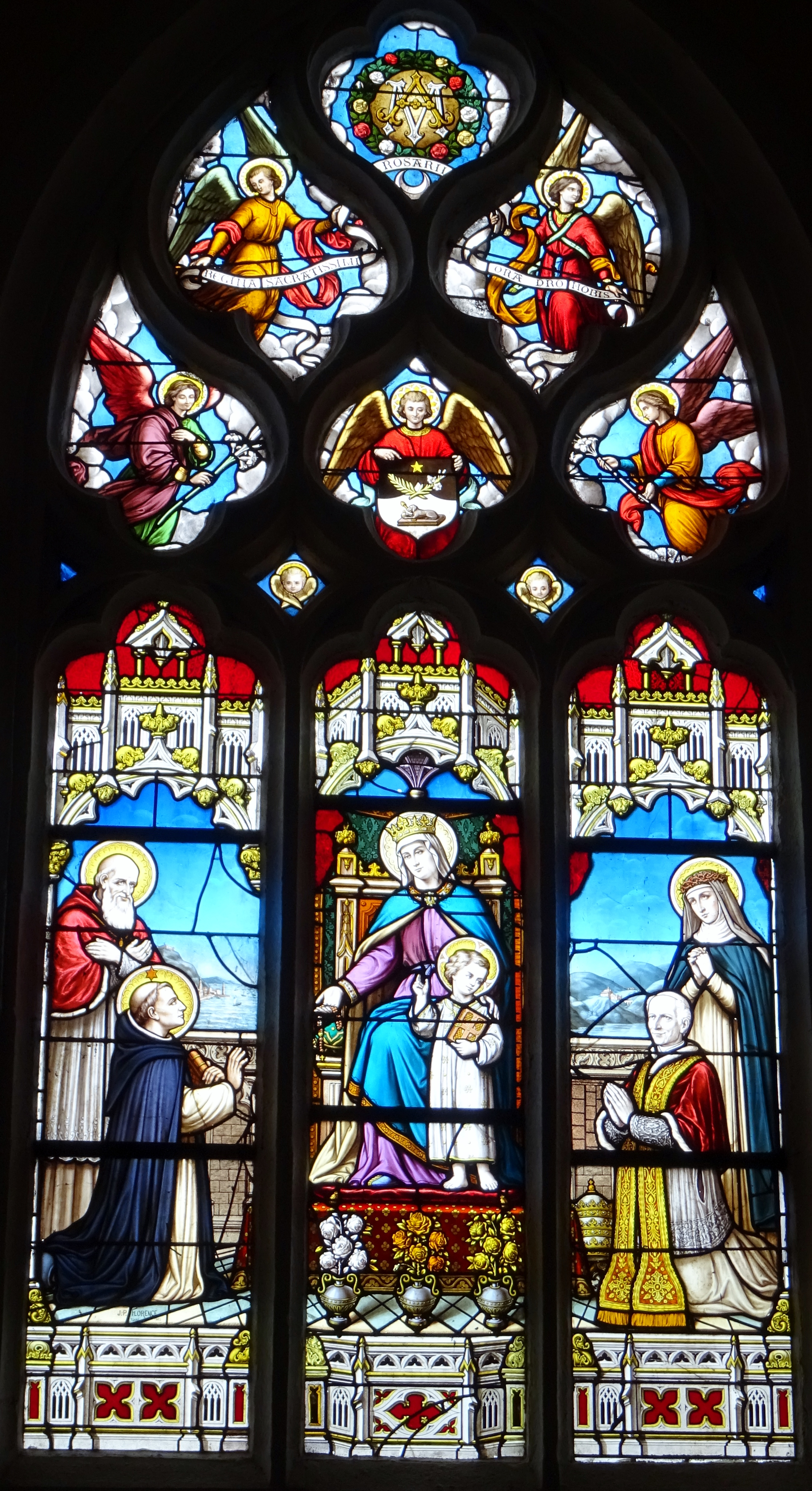
Vitrail côté retable du Rosaire.
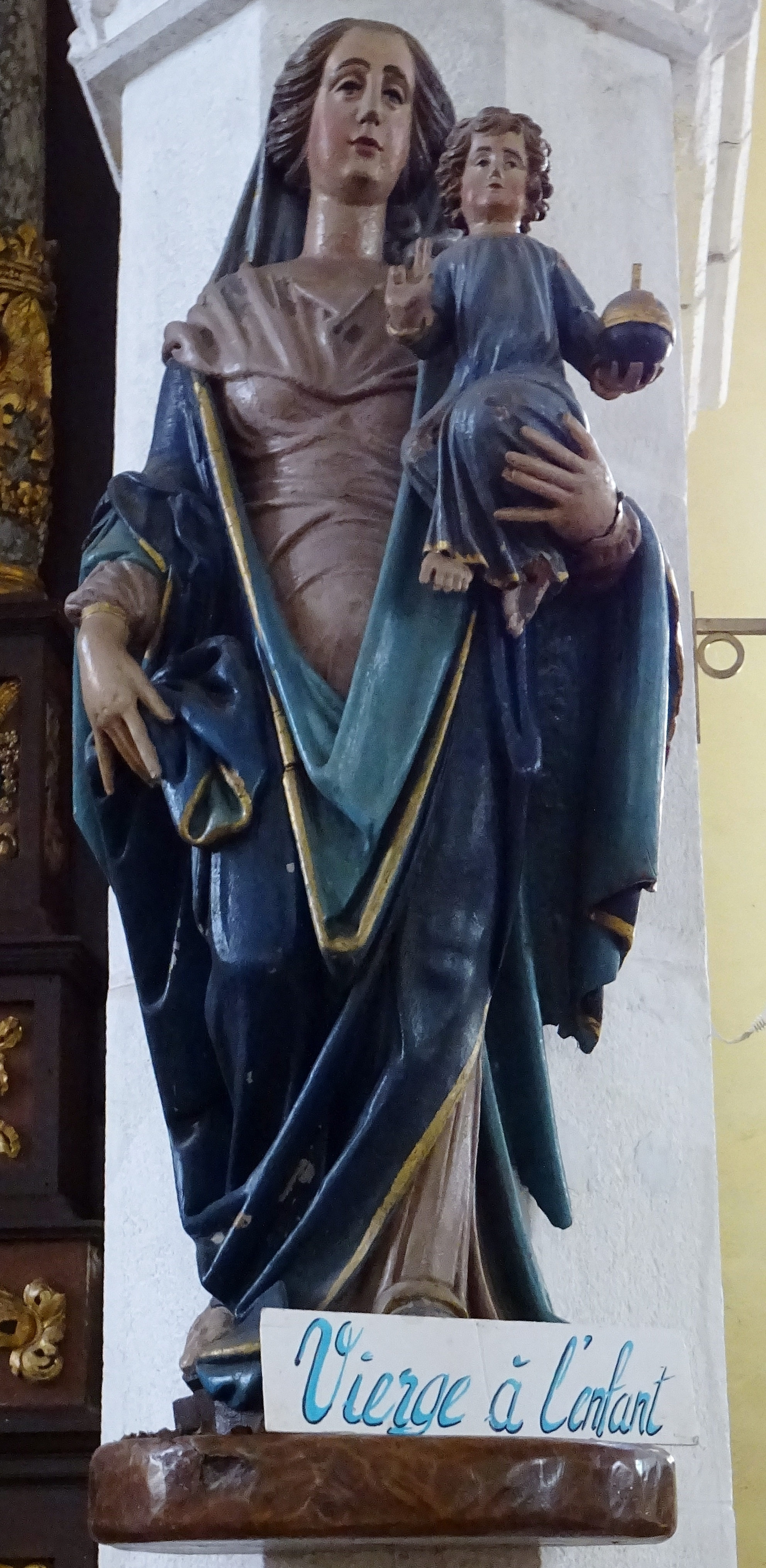
Statue "Vierge à l'Enfant".
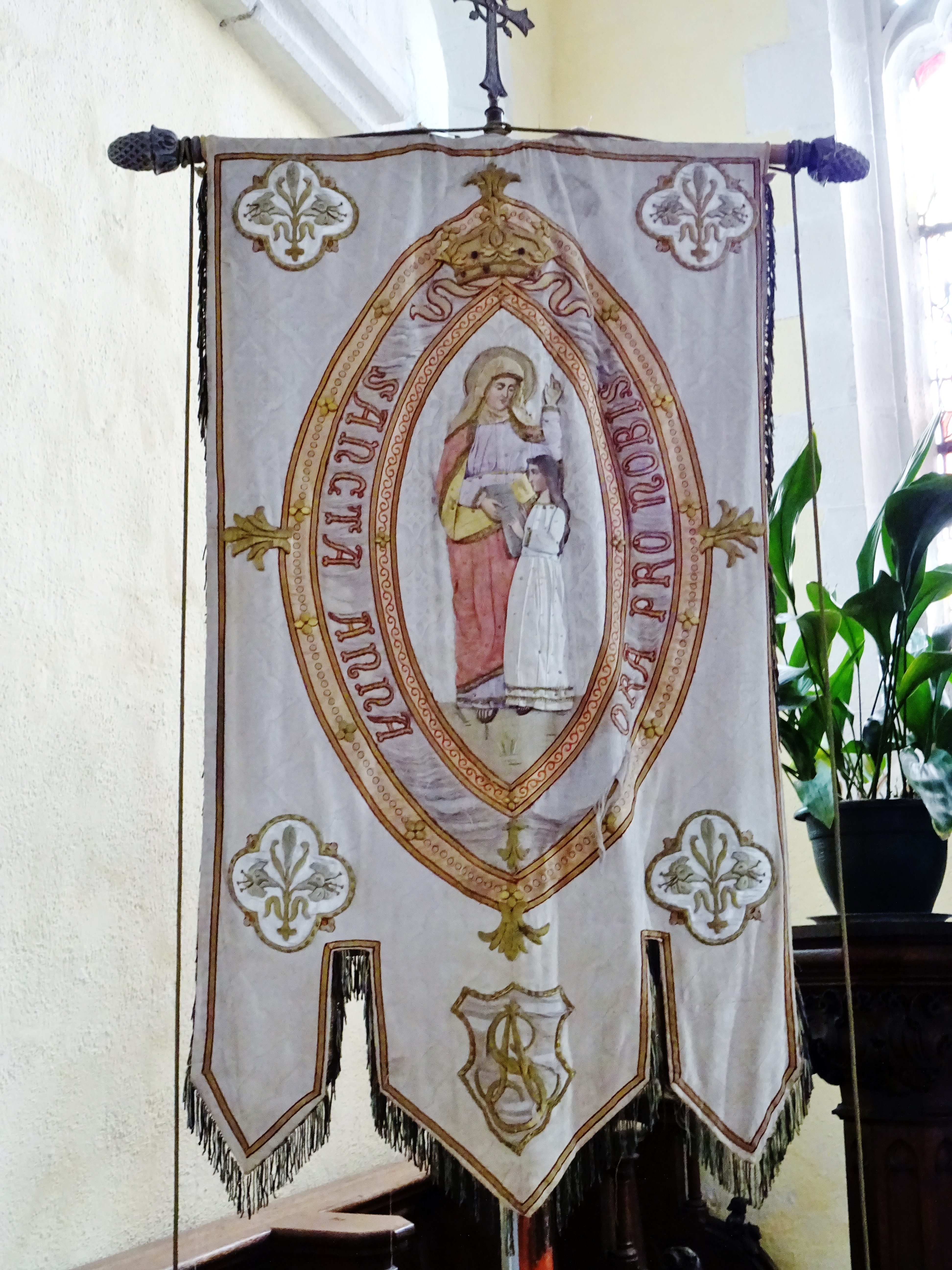
Bannière de procession de sainte Anne.

#### Le château de Guilguiffin

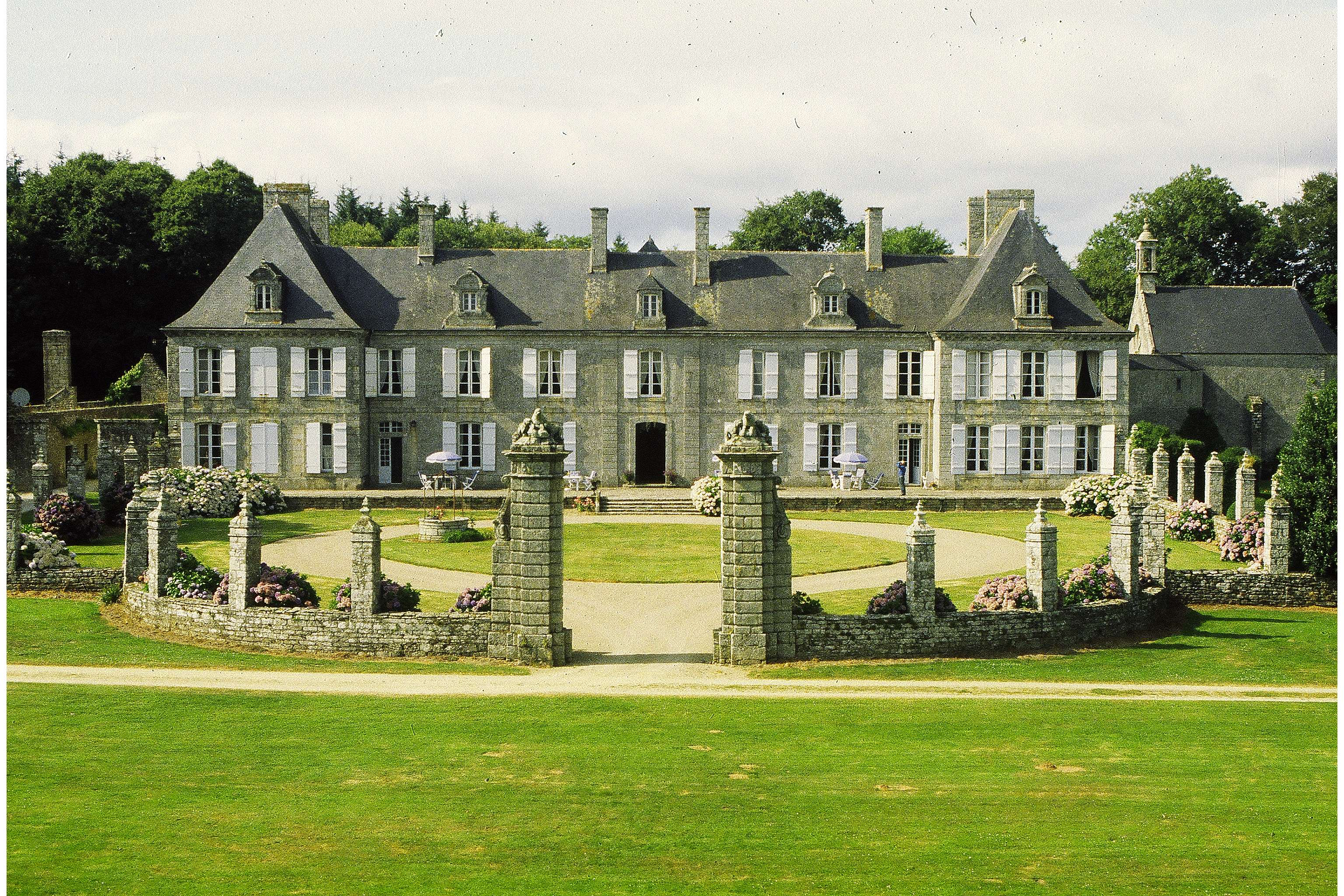
Le château du Guilguiffin.

Situé aux abords de Landudec, le château du Guilguiffin est construit à l’emplacement de l'ancien manoir. La nouvelle bâtisse est un souhait précis du commanditaire Nicolas-Louis de Ploeuc, celui d'élever une demeure digne de sa famille. Les Ploeuc, famille ancienne, est l'une des plus riches et influentes du Finistère au XVIIIe siècle. Le maître d’œuvre Nicolas Pochic reste plus énigmatique, il est surtout connu pour avoir opéré dans le bâti religieux finistérien.
Le domaine du Guilguiffin comporte un château, mais également des dépendances, une chapelle, un colombier (classé monument historique), un potager, une cour d'honneur, un parc et un bois. L'ensemble suit une trame stylistique qui le rend monumental, orchestré par le principal élément qui n'est autre que le granite, pierre symbolique de la Bretagne.
L'harmonisation des constructions est mise en avant. Le château du Guilguiffin semble suivre la mode architecturale du XVIIIe siècle tout en gardant quelques éléments traditionnels des anciens manoirs bretons comme les hautes toitures d'ardoises. Certains points sont néanmoins à la mode comme son escalier monumental décoré de rampes en fer forgé spécifique à son siècle.
Le château du Guilguiffin est inscrit aux monuments historiques par arrêté du 7 août 2002.

#### Autres
- Le château détruit de Tyvarlen dont il ne reste plus que le moulin ; les pierres ont servi à l'édification du château du Guilguiffin, achevé en 1760.
- L'enceinte de Kerhascoët datée du haut Moyen Âge[51].
- Le retranchement de Guilguiffin ou Coat ar Traon du haut Moyen Âge[51].
- La fontaine Sainte-Anne, construite en 1743 à proximité d'une chapelle disparue depuis ; elle était dans un état d'abandon total jusqu'à ce qu'elle soit restaurée en 1990 par des bénévoles de la commune (situé dans le boisement de Kergamet) ; un lavoir se trouve à proximité, lui aussi restauré.

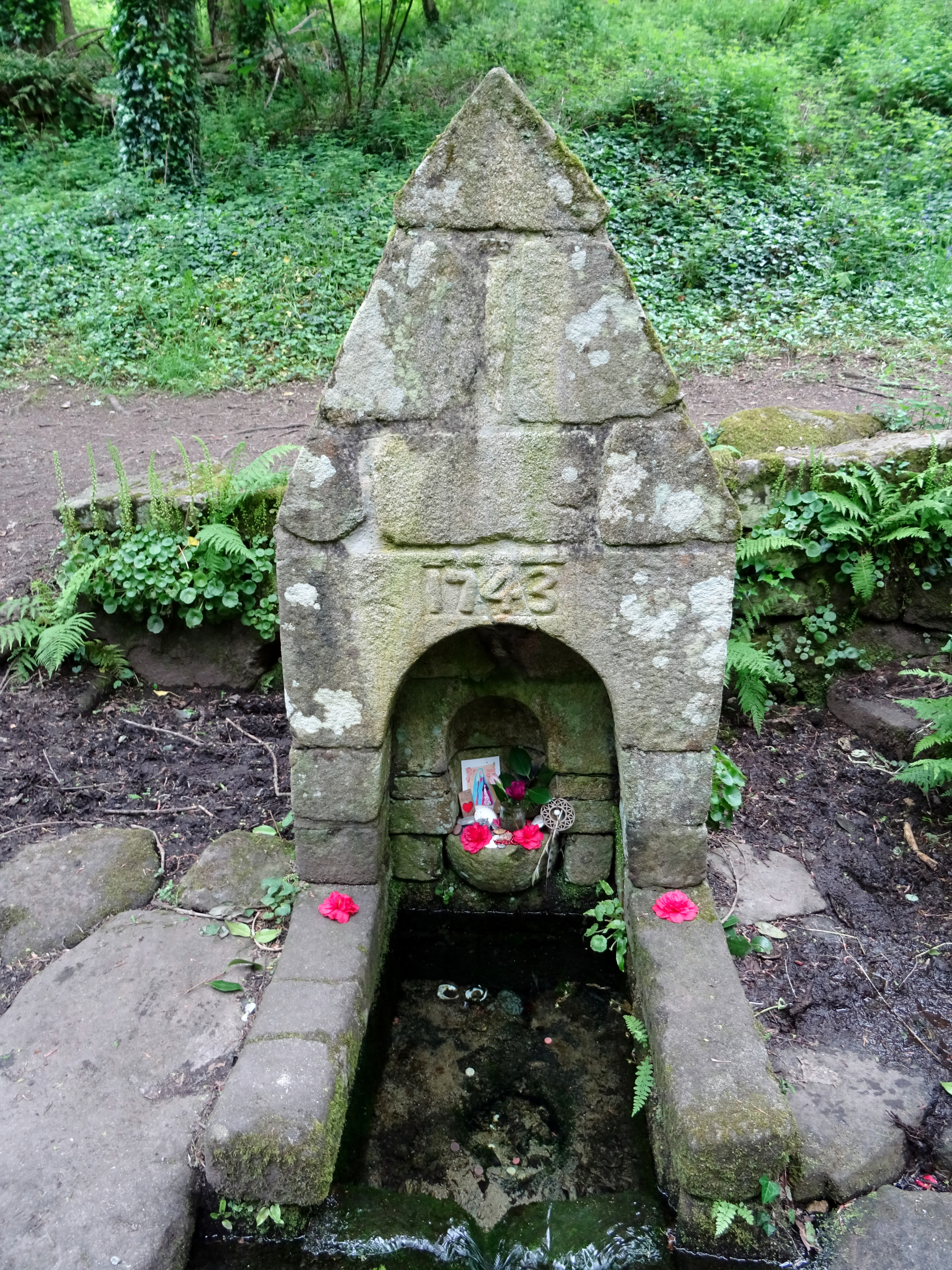
La fontaine Sainte-Anne (1743, restaurée en 1990).
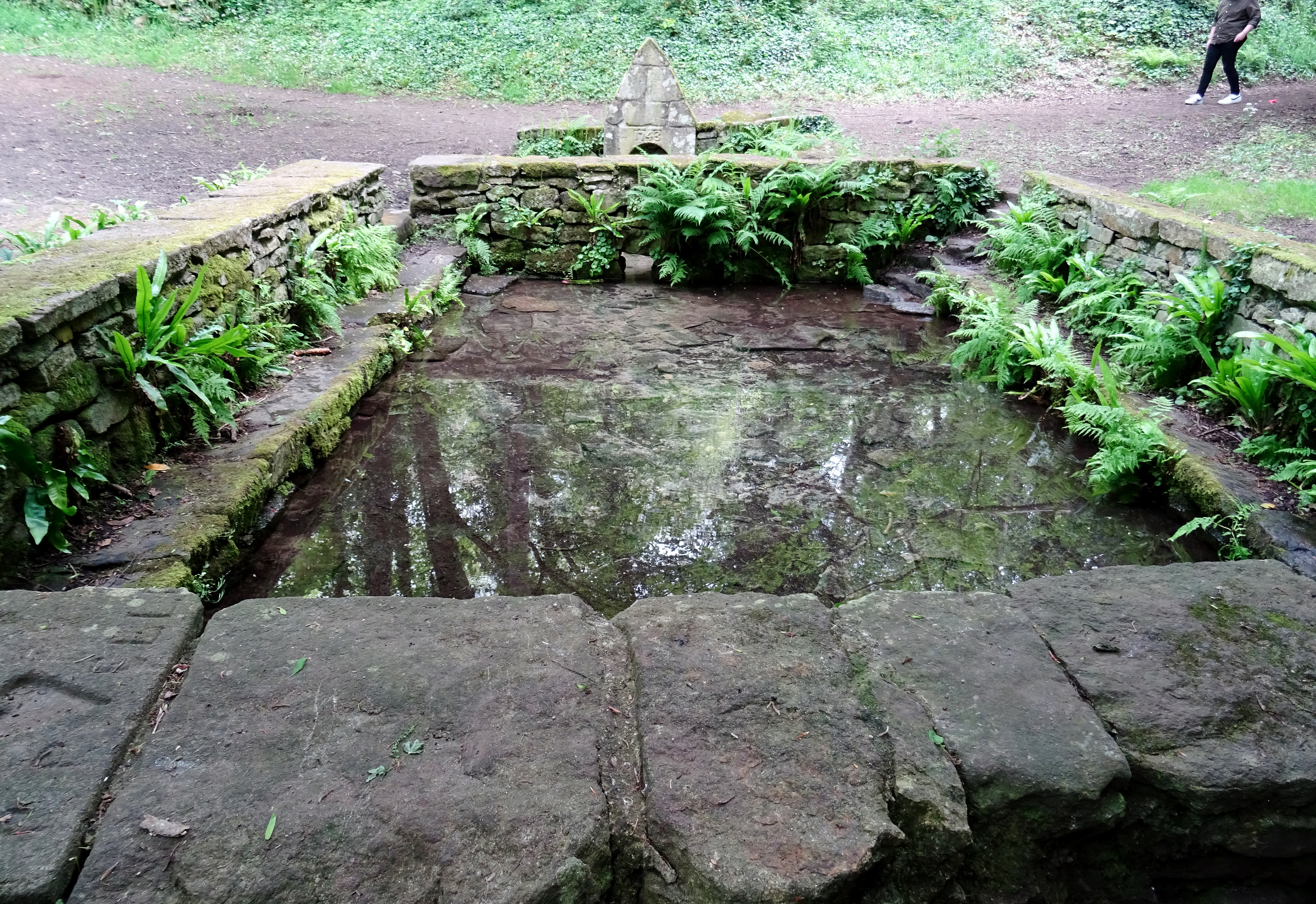
Le lavoir près de la fontaine Sainte-Anne.
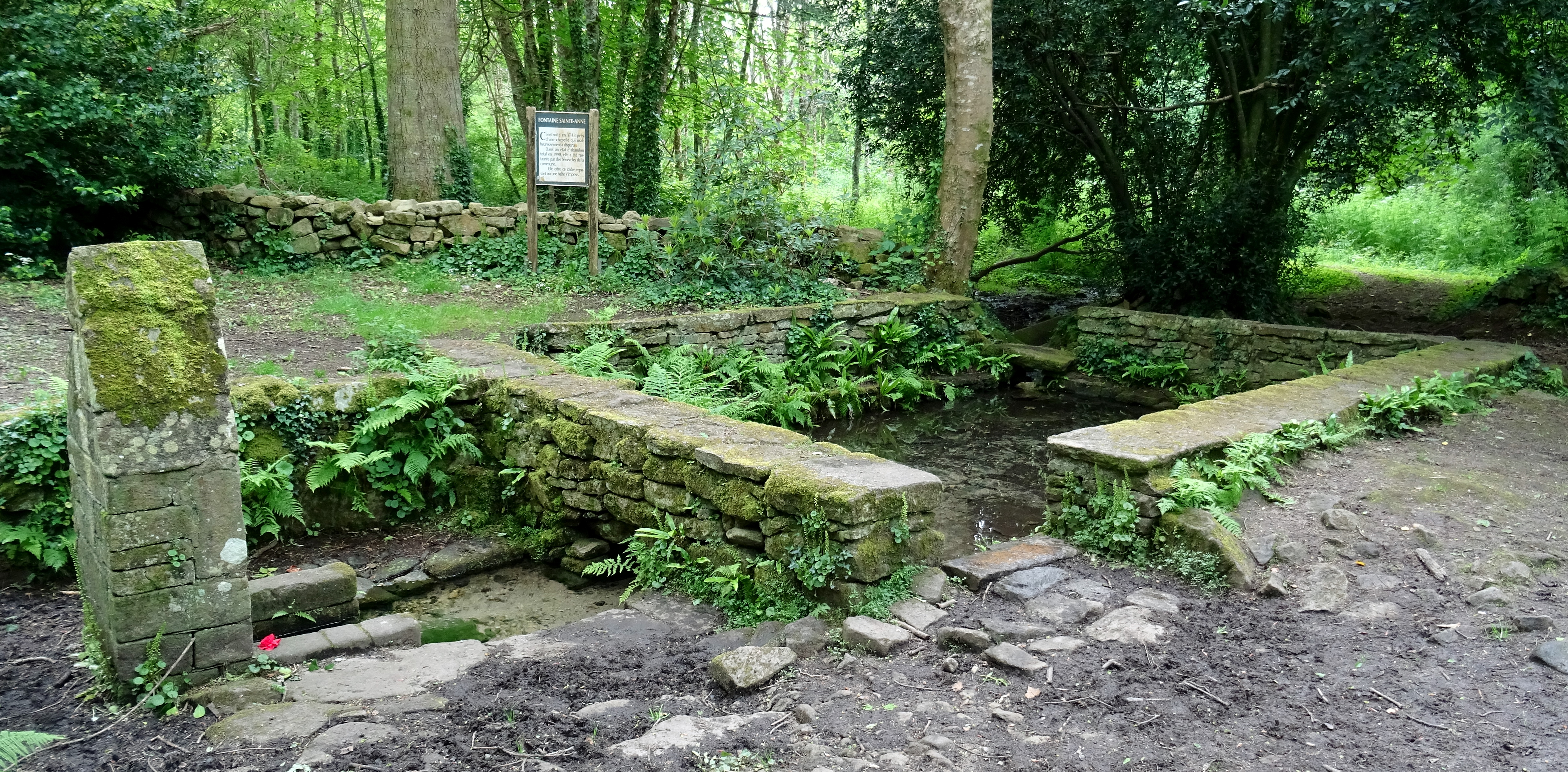
La fontaine Sainte-Anne et le lavoir : vue d'ensemble.

- Le sentier botanique de découverte végétale de Lanrien (long de 1 100 mètres).

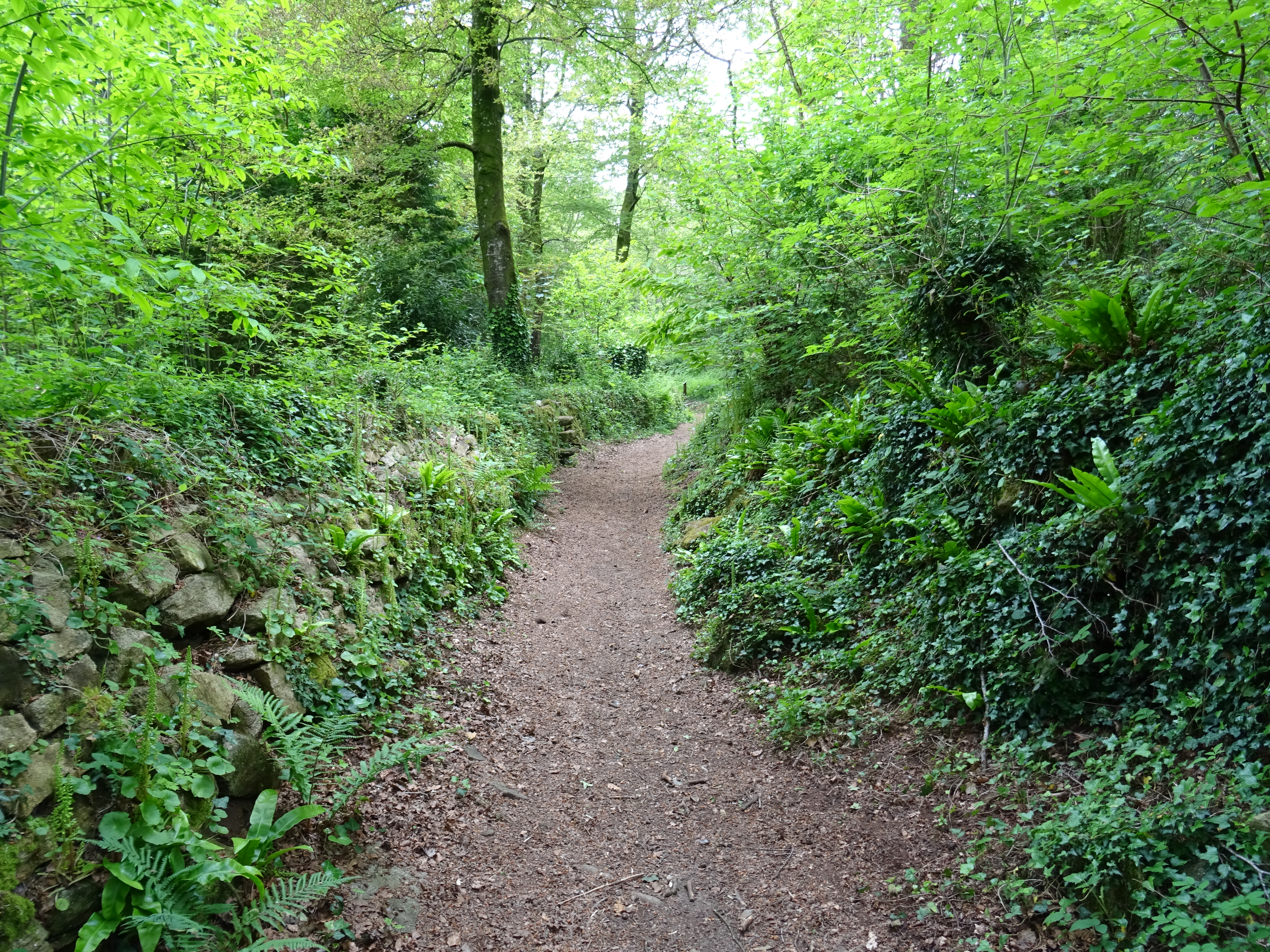
Le sentier botanique de découverte végétale de Lanrien.
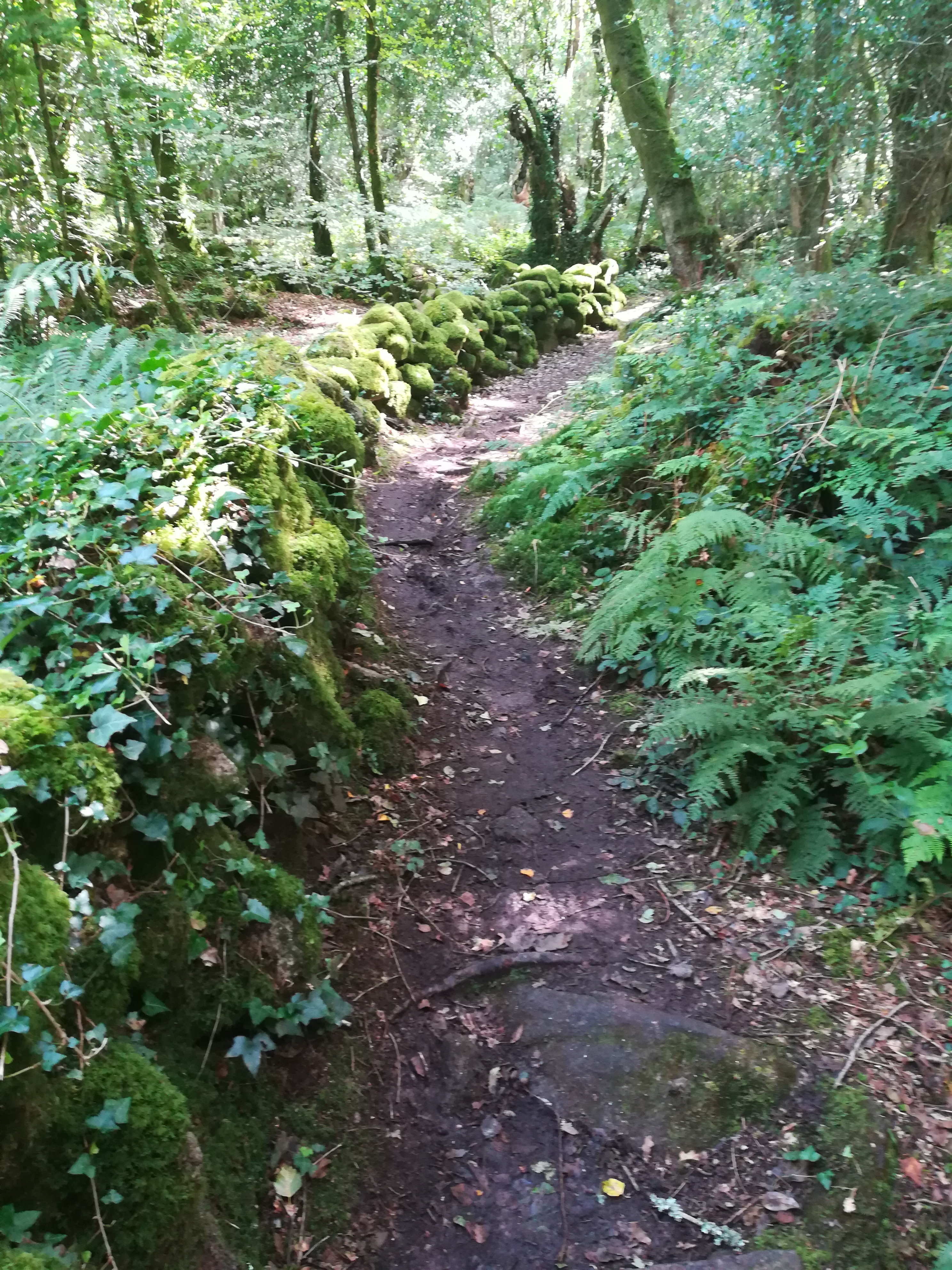
Le sentier botanique de découverte végétale de Lanrien.
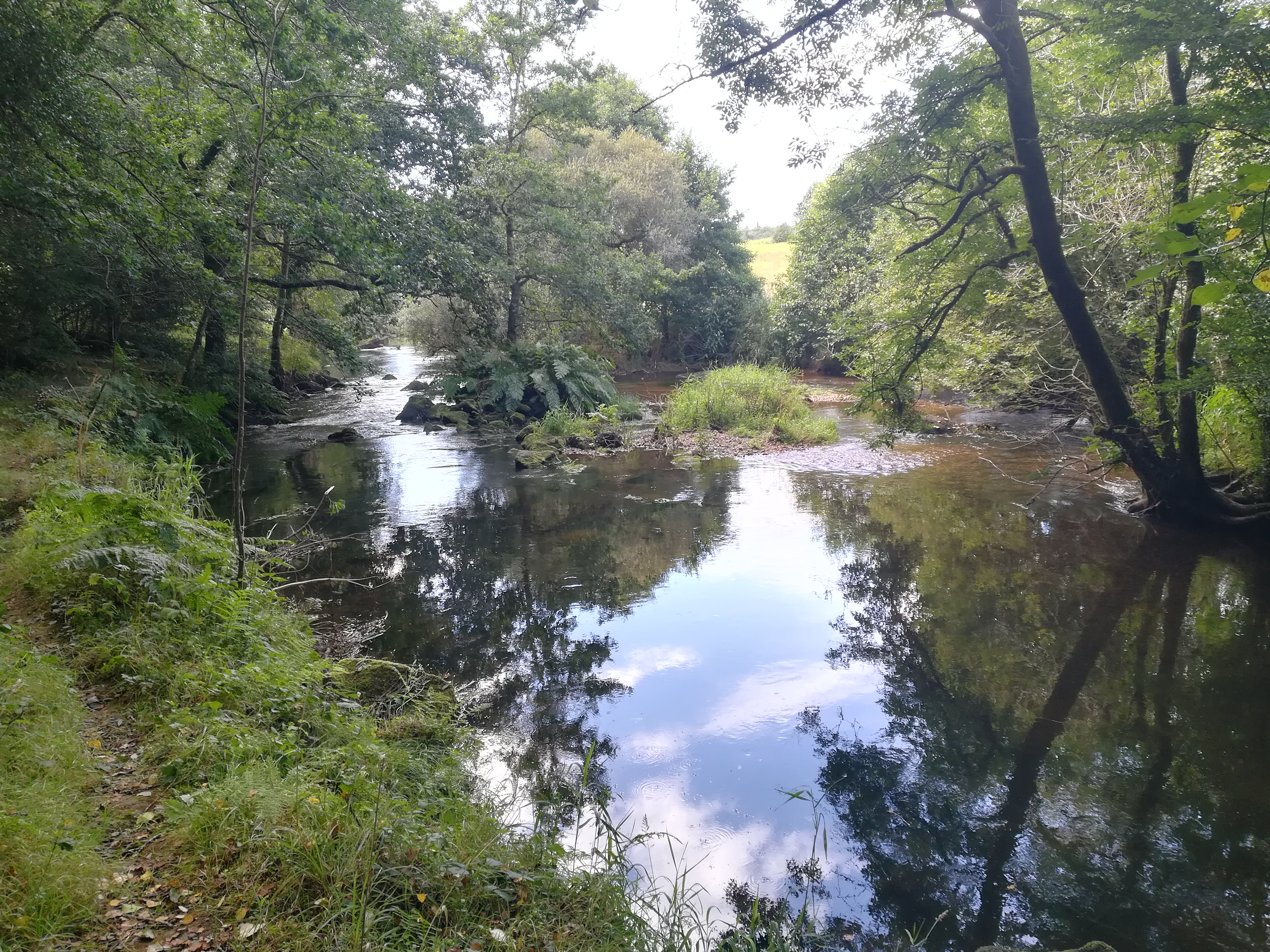
Un affluent du Goyen près du sentier botanique de découverte végétale de Lanrien.

- Plusieurs maisons et fermes de la commune présentent un intérêt patrimonial[52], dont la ferme Coumoullec, la ferme Kerargon, la ferme Kerivin, la ferme Veloury, la ferme Kervelaouët, la maison du 2, place des Trois Ormes, la maison Pen Allée, la maison Saint-Nicolas.
- Le moulin à eau de Kerscaven (il porte la date de 1872, mais est antérieur à cette date)[53].

### Landudec dans les arts et la littérature

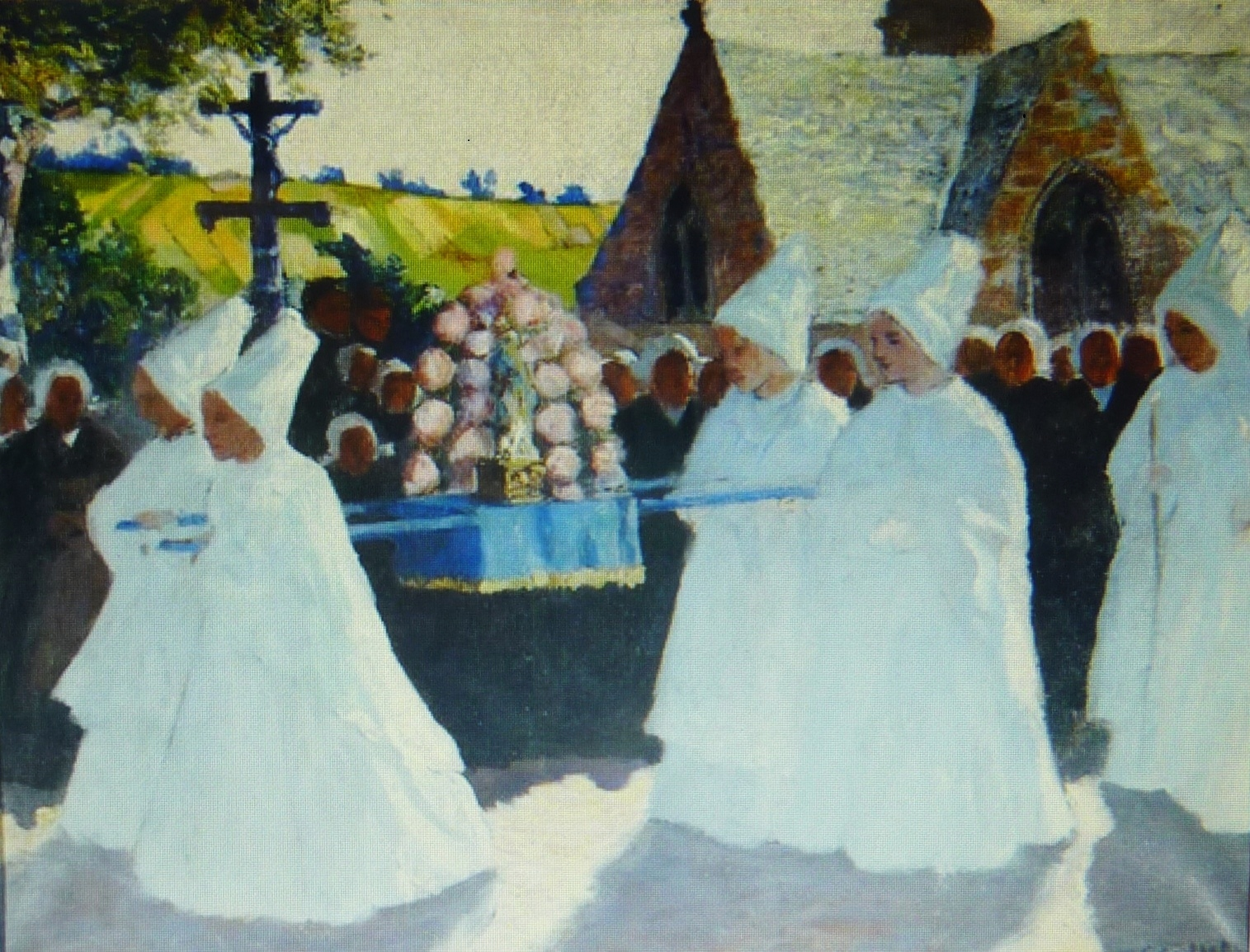
Charles Cottet, La Procession de la Fête-Dieu à Landudec vers 1902.

Charles Cottet a peint Le pardon de Saint-Jean à Landudec (tableau exposé en 1894 à Paris au salon du Champ-de-Mars) et La Procession de la Fête-Dieu à Landudec vers 1902, tableau conservé au manoir de Kerazan, en Loctudy.

### Personnalités liées à la commune
- Gaston Conen de Saint-Luc (1840-1920) a consacré de nombreux écrits à l'histoire de Landudec, où il est mort.
- Guy Pavec[Note 28], sculpteur ; il a réalisé notamment le monument de l'abbé Riou à Lababan, celui des péris en mer à Douarnenez, celui des résistants à Sainte-Marie-du-Ménez-Hom, de Jean Moulin à Châteaulin, le monument aux morts de Peumerit, etc., ainsi que de nombreuses statues, faisant aussi de nombreux travaux de restauration[55]